# 日本産業規格（鉄鋼）の一覧
日本産業規格（鉄鋼）の一覧では、日本産業規格 (JIS) のG分類（鉄鋼）の一覧を示す。

## JIS G 0XXX
| 規格番号   | 名称                                                                     | 制定・改正・廃止                                                                                                 | 対応国際規格                               | 参考 |
| ---------- | ------------------------------------------------------------------------ | --- | ------------------------------------------ | ---- |
| JIS G 0201 | 鉄鋼用語（熱処理）                                                       | 制定 1969年10月1日 改正 1987年11月1日 改正 2000年3月20日                                                         | ISO 4885:1996                              |      |
| JIS G 0202 | 鉄鋼用語（試験）                                                         | 制定 1987年3月1日                                                                                                |                                            |      |
| JIS G 0203 | 鉄鋼用語（製品及び品質）                                                 | 制定 1984年10月1日 改正 2000年11月20日                                                                           |                                            |      |
| JIS G 0204 | 鉄鋼用語（鋼製品の分類及び定義）                                         | 制定 2000年11月20日                                                                                              | ISO 6929:1987                              |      |
| JIS G 0301 | 銑鉄の試験並びに検査の通則                                               | 廃止 1954年12月18日                                                                                              |                                            |      |
| JIS G 0302 | フェロアロイの分析試験・検査の通則                                       | 廃止 1966年11月1日                                                                                               |                                            |      |
| JIS G 0303 | 鋼材の検査通則                                                           | 制定 1951年2月2日 改正 1972年1月1日 改正 2000年2月20日                                                           |                                            |      |
| JIS G 0304 | 鋼管の試験並びに検査通則                                                 | 廃止 1957年10月30日                                                                                              |                                            |      |
| JIS G 0305 | 鋼線の試験及び検査の通則                                                 | 廃止 1962年3月1日                                                                                                |                                            |      |
| JIS G 0306 | 鍛鋼品の製造、試験及び検査の通則                                         | 制定 1975年3月1日 改正 1978年4月1日 改正 1988年8月1日                                                            |                                            |      |
| JIS G 0307 | 鋳鋼品の製造、試験及び検査の通則                                         | 制定 1989年9月1日 改正 1998年12月20日                                                                            | ISO 4990:1986                              |      |
| JIS G 0320 | 鋼材の溶鋼分析方法                                                       | 制定 2004年2月20日                                                                                               |                                            |      |
| JIS G 0321 | 鋼材の製品分析方法及びその許容変動値                                     | 制定 1966年9月1日 改正 2002年1月20日 改正 2005年9月20日                                                          |                                            |      |
| JIS G 0404 | 鋼材の一般受渡し条件                                                     | 制定 1999年1月20日 改正 2005年3月20日                                                                            | ISO 404:1992                               |      |
| JIS G 0405 | バネ用丸鋼の寸法及び重量                                                 | 廃止 1959年12月1日                                                                                               |                                            |      |
| JIS G 0406 | バネ用平鋼の寸法及び重量                                                 | 廃止 1959年12月1日                                                                                               |                                            |      |
| JIS G 0415 | 鋼及び鋼製品 - 検査文書                                                  | 制定 1999年1月20日                                                                                               | ISO 10474:1991                             |      |
| JIS G 0416 | 鋼及び鋼製品 - 機械試験用供試材及び試験片の採取位置並びに調製            | 制定 1999年1月20日 改正 2006年6月20日                                                                            | ISO 377:1997                               |      |
| JIS G 0417 | 鉄及び鋼 - 化学成分定量用試料の採取及び調製                              | 制定 1999年12月20日                                                                                              | ISO 14284:1996                             |      |
| JIS G 0431 | 鉄鋼製品の非破壊試験技術者の資格及び認証                                 | 制定 2001年4月20日                                                                                               | ISO 11484:1994                             |      |
| JIS G 0501 | 一般用鋼管・高圧用鋼管及び高温高圧用鋼管の標準寸法及び標準重量           | 廃止 1955年2月12日                                                                                               |                                            |      |
| JIS G 0502 | ボイラ用鋼管・機関車ボイラ用鋼管及び化学工業用鋼管の標準寸法及び標準重量 | 廃止 1955年2月12日                                                                                               |                                            |      |
| JIS G 0511 | 金属及び合金の逆U曲げ試験片を用いた応力腐食割れ試験方法                  | 制定 2006年6月20日                                                                                               |                                            |      |
| JIS G 0551 | 鋼 - 結晶粒度の顕微鏡試験方法                                            | 制定 1956年1月19日 改正 1977年8月1日 改正 1998年2月20日 改正 2005年1月20日                                       | ISO 643:2003                               |      |
| JIS G 0552 | 鋼のフェライト結晶粒度試験方法                                           | 制定 1957年9月18日 改正 1977年8月1日 改正 1998年2月20日 廃止 2005年1月20日                                       |                                            |      |
| JIS G 0553 | 鋼のマクロ組織試験方法                                                   | 制定 1958年4月26日 改正 1977年8月1日 改正 1983年11月1日 改正 1996年10月20日 改正 2008年3月20日                   | ISO 4969:1980                              |      |
| JIS G 0555 | 鋼の非金属介在物の顕微鏡試験方法                                         | 制定 1956年12月15日 改正 1977年8月1日 改正 1998年12月20日 改正 2003年6月20日                                     | ISO 4967:1998                              |      |
| JIS G 0556 | 鋼の地きずの肉眼試験方法                                                 | 制定 1956年5月25日 改正 1977年8月1日 改正 1998年12月20日                                                         | ISO 3763:1976                              |      |
| JIS G 0557 | 鋼の浸炭硬化層深さ測定方法                                               | 制定 1965年7月1日 改正 1977年8月1日 改正 1996年6月1日 改正 2006年2月20日                                         | ISO 2639:2003                              |      |
| JIS G 0558 | 鋼の脱炭層深さ測定方法                                                   | 制定 1966年1月1日 改正 1977年8月1日 改正 1998年2月20日 改正 2007年8月20日                                        | ISO 3887:2003                              |      |
| JIS G 0559 | 鋼の炎焼入及び高周波焼入硬化層深さ測定方法                               | 制定 1967年2月1日 改正 1977年8月1日 改正 1996年6月1日 改正 2008年2月20日                                         | ISO 3754:1976                              |      |
| JIS G 0560 | 鋼のサルファプリント試験方法                                             | 制定 1969年3月1日 改正 1980年1月1日 改正 1983年11月1日 改正 1998年2月20日                                        | ISO 4968:1979                              |      |
| JIS G 0561 | 鋼の焼入性試験方法（一端焼入方法）                                       | 制定 1956年1月19日 改正 1965年3月1日 改正 1977年8月1日 改正 1983年11月1日 改正 1998年12月20日 改正 2006年2月20日 | ISO 642:1999                               |      |
| JIS G 0562 | 鉄鋼の窒化層深さ測定方法                                                 | 制定 1993年3月1日                                                                                                |                                            |      |
| JIS G 0563 | 鉄鋼の窒化層表面硬さ測定方法                                             | 制定 1993年3月1日                                                                                                |                                            |      |
| JIS G 0564 | 金属材料 - 平面ひずみ破壊じん（靱）性試験方法                            | 制定 1999年12月20日                                                                                              | ISO 12737:1996                             |      |
| JIS G 0565 | 鉄鋼材料の磁粉探傷試験方法及び磁粉模様の分類                             | 制定 1960年3月1日 改正 1974年11月1日 改正 1982年3月1日 改正 1992年3月1日 廃止 2007年1月20日                      |                                            |      |
| JIS G 0566 | 鋼の火花試験方法                                                         | 制定 1966年7月1日 改正 1980年1月1日                                                                              |                                            |      |
| JIS G 0567 | 鉄鋼材料及び耐熱合金の高温引張試験方法                                   | 制定 1966年12月1日 改正 1976年3月1日 改正 1978年3月1日 改正 1993年6月1日 改正 1998年12月20日                     | ISO 783:1989                               |      |
| JIS G 0568 | 鋼の貫通コイル法による渦流探傷試験方法                                   | 制定 1974年11月1日 改正 1982年3月1日 改正 1993年2月1日 改正 2006年2月20日                                        | ISO 9304:1989                              |      |
| JIS G 0571 | ステンレス鋼のしゅう酸エッチング試験方法                                 | 制定 1970年1月1日 改正 1980年1月1日 改正 2003年3月20日                                                           |                                            |      |
| JIS G 0572 | ステンレス鋼の硫酸・硫酸第二鉄腐食試験方法                               | 制定 1970年1月1日 改正 1980年1月1日 改正 1984年12月1日 改正 2006年6月20日                                        | ISO 3651-2:1998                            |      |
| JIS G 0573 | ステンレス鋼の65%硝酸腐食試験方法                                        | 制定 1970年1月1日 改正 1980年1月1日 改正 1999年3月20日                                                           | ISO 3651-1:1998                            |      |
| JIS G 0574 | ステンレス鋼の硝酸・ふっ化水素酸腐食試験方法                             | 制定 1970年1月1日 改正 1980年1月1日 廃止 2004年3月20日                                                           |                                            |      |
| JIS G 0575 | ステンレス鋼の硫酸・硫酸銅腐食試験方法                                   | 制定 1970年1月1日 改正 1980年1月1日 改正 1999年3月20日                                                           | ISO 3651-2:1998                            |      |
| JIS G 0576 | ステンレス鋼の応力腐食割れ試験方法                                       | 制定 1975年11月1日 改正 2001年4月20日                                                                            |                                            |      |
| JIS G 0577 | ステンレス鋼の孔食電位測定方法                                           | 制定 1981年3月1日 改正 2005年11月21日                                                                            |                                            |      |
| JIS G 0578 | ステンレス鋼の塩化第二鉄腐食試験方法                                     | 制定 1981年12月1日 改正 2000年6月20日                                                                            |                                            |      |
| JIS G 0579 | ステンレス鋼のアノード分極曲線測定方法                                   | 制定 1983年3月1日 改正 2007年1月20日                                                                             |                                            |      |
| JIS G 0580 | ステンレス鋼の電気化学的再活性化率の測定方法                             | 制定 1986年2月1日 改正 2003年3月20日                                                                             |                                            |      |
| JIS G 0581 | 鋳鋼品の放射線透過試験方法                                               | 制定 1968年7月1日 改正 1984年10月1日 改正 1999年10月20日                                                         | ISO 5579:1985                              |      |
| JIS G 0582 | 鋼管の超音波探傷検査方法                                                 | 制定 1978年3月1日 改正 1990年2月1日 改正 1998年12月20日 改正 2004年3月20日                                       | ISO 10332:1994 ISO 9303:1989 ISO 9764:1989 |      |
| JIS G 0583 | 鋼管の貫通コイル法による渦流探傷検査方法                                 | 制定 1978年3月1日 改正 2000年3月20日 改正 2004年3月20日                                                          | ISO 9302:1994 ISO 9304:1989                |      |
| JIS G 0584 | アーク溶接鋼管の超音波探傷検査方法                                       | 制定 1983年3月1日 改正 1990年2月1日 改正 1998年2月20日 改正 2004年3月20日                                        | ISO 9765:1990                              |      |
| JIS G 0585 | 鋳鋼品の放射線透過検査                                                   | 制定 2002年3月20日                                                                                               | ISO 4993:1987                              |      |
| JIS G 0587 | 炭素鋼鍛鋼品及び低合金鋼鍛鋼品の超音波探傷試験方法                       | 制定 1987年11月1日 改正 1995年7月1日 改正 2007年1月20日                                                          |                                            |      |
| JIS G 0588 | 鋳鋼品鋳肌の外観試験方法及び等級分類                                     | 制定 1995年11月1日                                                                                               |                                            |      |
| JIS G 0590 | ステンレス鋼の臨界孔食温度測定方法                                       | 制定 2005年12月20日                                                                                              |                                            |      |
| JIS G 0591 | ステンレス鋼の硫酸腐食試験方法                                           | 制定 1970年1月1日 改正 1980年1月1日 改正 2000年6月20日                                                           |                                            |      |
| JIS G 0592 | ステンレス鋼の腐食すきま再不動態化電位測定方法                           | 制定 2002年5月20日                                                                                               |                                            |      |
| JIS G 0593 | 水処理剤の腐食及びスケール防止評価試験方法                               | 制定 2002年5月20日                                                                                               |                                            |      |
| JIS G 0594 | 無機被覆鋼板のサイクル腐食促進試験方法                                   | 制定 2004年3月20日                                                                                               | ISO/DIS 16151:2002                         |      |
| JIS G 0595 | ステンレス鋼の表面さび発生程度評価方法                                   | 制定 2004年9月20日                                                                                               |                                            |      |
| JIS G 0601 | クラッド鋼の試験方法                                                     | 制定 1977年3月1日 改正 1982年3月1日 改正 1989年5月1日 改正 2002年6月20日                                         |                                            |      |
| JIS G 0602 | 制振鋼板の振動減衰特性試験方法                                           | 制定 1993年12月1日                                                                                               |                                            |      |
| JIS G 0701 | 鋼材鍛錬作業の鍛錬成形比の表わし方                                       | 制定 1957年6月28日                                                                                               |                                            |      |
| JIS G 0702 | 連続鋼材加熱炉の熱勘定方式                                               | 制定 1961年2月1日 改正 1977年8月1日 改正 1995年3月1日                                                            |                                            |      |
| JIS G 0703 | アーク炉の熱勘定方式                                                     | 制定 1961年2月1日 改正 1977年8月1日 改正 1995年3月1日                                                            |                                            |      |
| JIS G 0704 | 平炉の熱勘定方式                                                         | 廃止 1980年3月1日                                                                                                |                                            |      |
| JIS G 0801 | 圧力容器用鋼板の超音波探傷検査方法                                       | 制定 1974年11月1日 改正 1993年6月1日                                                                             |                                            |      |
| JIS G 0802 | ステンレス鋼板の超音波探傷検査方法                                       | 制定 1998年7月20日                                                                                               |                                            |      |
| JIS G 0901 | 建築用鋼板及び平鋼の超音波探傷試験による等級分類と判定基準               | 制定 1983年3月1日 改正 1992年11月1日                                                                             |                                            |      |

## JIS G 1XXX
| 規格番号     | 名称 | 制定・改正・廃止 | 対応国際規格                                                                                       | 参考 |
| ------------ | --- | --- | -------------------------------------------------------------------------------------------------- | ---- |
| JIS G 1201   | 鉄及び鋼 - 分析方法通則 | 制定 1953年3月28日 改正 1969年5月1日 改正 1980年2月1日 改正 1992年6月1日 改正 2001年4月20日                                       | |      |
| JIS G 1202   | 鉄鋼の発光分光分析方法通則 | 制定 1959年3月30日 改正 1975年2月1日 廃止 1995年7月1日                                                                            | |      |
| JIS G 1203   | 鉄及び鋼の光電測光法による発光分光分析方法通則 | 廃止 1986年6月1日 | |      |
| JIS G 1204   | 鉄及び鋼のけい光X線分析方法通則 | 制定 1966年8月1日 改正 1976年3月1日 改正 1978年4月1日 廃止 2004年3月20日                                                          | |      |
| JIS G 1211   | 鉄及び鋼 - 炭素定量方法 | 制定 1953年3月28日 改正 1969年5月1日 改正 1976年3月1日 改正 1981年3月1日 改正 1995年7月1日                                        | ISO 437:1982 ISO 9556:1989                                                                         |      |
| JIS G 1212   | 鉄及び鋼 - けい素定量方法 | 制定 1953年3月28日 改正 1969年5月1日 改正 1981年3月1日 改正 1997年4月20日                                                         | ISO 439:1994 ISO 4829-1:1986 ISO 4829-2:1988                                                       |      |
| JIS G 1213   | 鉄及び鋼 - マンガン定量方法 | 制定 1953年3月28日 改正 1969年5月1日 改正 1981年3月1日 改正 2001年4月20日                                                         | |      |
| JIS G 1214   | 鉄及び鋼 - りん定量方法 | 制定 1953年3月28日 改正 1969年5月1日 改正 1980年2月1日 改正 1992年6月1日 改正 1998年2月20日                                       | ISO 10714:1992                                                                                     |      |
| JIS G 1215   | 鉄及び鋼 - 硫黄定量方法 | 制定 1953年3月28日 改正 1969年5月1日 改正 1982年3月1日 改正 1994年9月1日 改正 1999年3月20日                                       | |      |
| JIS G 1216   | 鉄及び鋼 - ニッケル定量方法 | 制定 1954年3月29日 改正 1969年5月1日 改正 1981年3月1日 改正 1997年4月20日                                                         | ISO 4938:1988 ISO 4939:1984                                                                        |      |
| JIS G 1217   | 鉄及び鋼 - クロム定量方法 | 制定 1954年3月29日 改正 1969年5月1日 改正 1981年3月1日 改正 1992年11月1日 改正 2005年2月20日                                      | ISO 15355:1999 ISO 4937:1986                                                                       |      |
| JIS G 1218   | 鉄及び鋼 - モリブデン定量方法 | 制定 1954年3月29日 改正 1969年5月1日 改正 1980年2月1日 改正 1994年9月1日 改正 1999年3月20日                                       | |      |
| JIS G 1219   | 鉄及び鋼 - 銅定量方法 | 制定 1954年3月29日 改正 1969年5月1日 改正 1981年3月1日 改正 1997年4月20日                                                         | ISO 4946:1984                                                                                      |      |
| JIS G 1220   | 鉄及び鋼 - タングステン定量方法 | 制定 1954年3月29日 改正 1969年5月1日 改正 1980年2月1日 改正 1994年9月1日                                                          | |      |
| JIS G 1221   | 鉄及び鋼 - バナジウム定量方法 | 制定 1954年3月29日 改正 1969年5月1日 改正 1981年3月1日 改正 1992年11月1日 改正 1998年2月20日                                      | ISO 4942:1988 ISO 4947:1986                                                                        |      |
| JIS G 1222   | 鉄及び鋼 - コバルト定量方法 | 制定 1954年3月29日 改正 1969年5月1日 改正 1981年3月1日 改正 1999年3月20日                                                         | ISO 11653:1997                                                                                     |      |
| JIS G 1223   | 鉄及び鋼 - チタン定量方法 | 制定 1954年3月29日 改正 1969年5月1日 改正 1981年3月1日 改正 1992年11月1日 改正 1997年4月20日                                      | ISO 10280:1991                                                                                     |      |
| JIS G 1224   | 鉄及び鋼 - アルミニウム定量方法 | 制定 1954年3月29日 改正 1969年5月1日 改正 1981年3月1日 改正 2001年4月20日                                                         | |      |
| JIS G 1225   | 鉄及び鋼 - ひ素定量方法 | 制定 1954年3月29日 改正 1969年5月1日 改正 1981年3月1日 改正 1992年6月1日 改正 2006年1月20日                                       | ISO 17058:2004                                                                                     |      |
| JIS G 1226   | 鉄及び鋼 - すず定量方法 | 制定 1954年5月22日 改正 1969年5月1日 改正 1980年2月1日 改正 1994年9月1日                                                          | |      |
| JIS G 1227   | 鉄及び鋼 - ほう素定量方法 | 制定 1954年5月22日 改正 1969年5月1日 改正 1980年2月1日 改正 1992年6月1日 改正 1999年3月20日                                       | ISO 10153:1997 ISO 13900:1997                                                                      |      |
| JIS G 1228   | 鉄及び鋼 - 窒素定量方法 | 制定 1954年5月22日 改正 1969年5月1日 改正 1980年2月1日 改正 1994年9月1日 改正 1997年8月20日 改正 2006年2月20日                    | ISO/DIS 10720:1996                                                                                 |      |
| JIS G 1229   | 鋼 - 鉛定量方法 | 制定 1954年5月22日 改正 1969年5月1日 改正 1980年2月1日 改正 1994年9月1日                                                          | |      |
| JIS G 1230   | 鋳鉄中のマグネシウム定量方法 | 廃止 1982年9月1日 | |      |
| JIS G 1231   | 鋼中のニオブ及びタンタル定量方法 | 廃止 1981年3月1日 | |      |
| JIS G 1232   | 鋼中のジルコニウム定量方法 | 制定 1963年3月1日 改正 1969年5月1日 改正 1980年2月1日                                                                             | |      |
| JIS G 1233   | 鋼 - セレン定量方法 | 制定 1973年9月1日 改正 1980年2月1日 改正 1994年9月1日                                                                             | |      |
| JIS G 1234   | 鋼中のテルル定量方法 | 制定 1981年3月1日 | |      |
| JIS G 1235   | 鉄及び鋼中のアンチモン定量方法 | 制定 1981年3月1日 | |      |
| JIS G 1236   | 鋼中のタンタル定量方法 | 制定 1981年3月1日 改正 1992年6月1日                                                                                               | |      |
| JIS G 1237   | 鉄及び鋼 - ニオブ定量方法 | 制定 1981年3月1日 改正 1997年4月20日                                                                                              | ISO 9441:1988                                                                                      |      |
| JIS G 1238   | 鉄及び鋼 - クロムの定量方法 - 電位差又は目視滴定法 | 制定 1992年6月1日 廃止 2005年2月20日                                                                                              | |      |
| JIS G 1251   | 銑鉄及び鋳鉄の発光分光分析方法 | 制定 1959年3月30日 改正 1976年3月1日 廃止 1995年7月1日                                                                            | |      |
| JIS G 1252   | 炭素鋼及び低合金鋼の発光分光分析方法 | 制定 1959年3月30日 改正 1975年2月1日 廃止 1995年7月1日                                                                            | |      |
| JIS G 1253   | 鉄及び鋼 - スパーク放電発光分光分析方法 | 制定 1963年10月1日 改正 1970年10月1日 改正 1973年3月1日 改正 1976年3月1日 改正 1983年11月1日 改正 1995年7月1日 改正 2002年1月20日 | |      |
| JIS G 1254   | ステンレス鋼のけい光X線分析方法 | 廃止 1986年6月1日 | |      |
| JIS G 1255   | 銑鉄、鋳鉄、炭素鋼及び低合金鋼のけい光X線分析方法 | 廃止 1986年6月1日 | |      |
| JIS G 1256   | 鉄及び鋼 - 蛍光X線分析方法 | 制定 1973年3月1日 改正 1982年3月1日 改正 1997年4月20日                                                                            | |      |
| JIS G 1257   | 鉄及び鋼 - 原子吸光分析方法 | 制定 1975年2月1日 改正 1988年5月1日 改正 1994年2月1日 改正 1999年3月20日 改正 2000年3月20日                                       | |      |
| JIS G 1258   | 鉄及び鋼 - 誘導結合プラズマ発光分光分析方法 | 廃止 2007年7月20日 | |      |
| JIS G 1258   | 鉄及び鋼 - 誘導結合プラズマ発光分光分析方法（追補2） | 制定 1989年9月1日 改正 1999年3月20日 改正 2000年3月20日 改正 2005年1月20日                                                        | |      |
| JIS G 1258-0 | 鉄及び鋼 - ICP発光分光分析方法 - 第0部：一般事項 | 制定 2007年7月20日 | |      |
| JIS G 1258-1 | 鉄及び鋼 - ICP発光分光分析方法 - 第1部：けい素、マンガン、りん、ニッケル、クロム、モリブデン、銅、バナジウム、コバルト、チタン及びアルミニウム定量方法 - 酸分解・二硫酸カリウム融解法 | 制定 2007年7月20日 | |      |
| JIS G 1258-2 | 鉄及び鋼 - ICP発光分光分析方法 - 第2部：マンガン、ニッケル、クロム、モリブデン、銅、タングステン、バナジウム、コバルト、チタン及びニオブ定量方法 - 硫酸りん酸分解法                   | 制定 2007年7月20日 | |      |
| JIS G 1258-3 | 鉄及び鋼 - ICP発光分光分析方法 - 第3部：けい素、マンガン、りん、ニッケル、クロム、モリブデン、銅、バナジウム、コバルト、チタン及びアルミニウム定量方法 - 酸分解・炭酸ナトリウム融解法 | 制定 2007年7月20日 | |      |
| JIS G 1258-4 | 鉄及び鋼 - ICP発光分光分析方法 - 第4部：ニオブ定量方法 - 硫酸りん酸分解法又は酸分解・二硫酸カリウム融解法                                                                             | 制定 2007年7月20日 | |      |
| JIS G 1258-5 | 鉄及び鋼 - ICP発光分光分析方法 - 第5部：ほう素定量方法 - 硫酸りん酸分解法 | 制定 2007年7月20日 | |      |
| JIS G 1258-6 | 鉄及び鋼 - ICP発光分光分析方法 - 第6部：ほう素定量方法 - 酸分解・炭酸ナトリウム融解法                                                                                                 | 制定 2007年7月20日 | |      |
| JIS G 1258-7 | 鉄及び鋼 - ICP発光分光分析方法 - 第7部：ほう素定量方法 - ほう酸トリメチル蒸留分離法                                                                                                   | 制定 2007年7月20日 | |      |
| JIS G 1281   | ニッケルクロム鉄合金分析方法 | 制定 1973年9月1日 改正 1977年10月1日 改正 2006年2月20日                                                                           | |      |
| JIS G 1301   | フェロアロイ分析方法の通則 | 制定 1953年3月28日 改正 1966年9月1日 改正 1982年3月1日 改正 1987年9月1日                                                          | |      |
| JIS G 1311   | フェロマンガン分析方法 | 制定 1953年3月28日 改正 1966年9月1日 改正 1974年11月1日 改正 1987年8月1日 改正 1998年2月20日                                      | ISO 4159:1978                                                                                      |      |
| JIS G 1312   | フェロシリコン分析方法 | 制定 1953年3月28日 改正 1968年10月1日 改正 1977年3月1日 改正 1989年9月1日 改正 1998年2月20日                                      | ISO 4139:1980                                                                                      |      |
| JIS G 1313   | フェロクロム分析方法 | 制定 1953年3月28日 改正 1968年6月1日 改正 1978年4月1日 改正 1989年9月1日 改正 2000年3月20日                                       | ISO 4140:1979                                                                                      |      |
| JIS G 1314   | シリコマンガン分析方法 | 制定 1953年3月28日 改正 1970年3月1日 改正 1974年11月1日 改正 1987年8月1日 改正 1998年2月20日                                      | ISO 4159:1978                                                                                      |      |
| JIS G 1315   | スピーゲル分析方法 | 廃止 1983年11月1日 | |      |
| JIS G 1316   | フェロタングステン分析方法 | 制定 1953年3月28日 改正 1970年3月1日 改正 1982年3月1日 改正 1998年2月20日                                                         | ISO 7693:1980                                                                                      |      |
| JIS G 1317   | フェロモリブデン分析方法 | 制定 1953年3月28日 改正 1968年7月1日 改正 1977年3月1日 改正 1982年3月1日 改正 1998年2月20日                                       | ISO 4173:1980                                                                                      |      |
| JIS G 1318   | フェロバナジウム分析方法 | 制定 1953年3月28日 改正 1968年7月1日 改正 1977年3月1日 改正 1982年3月1日 改正 1998年2月20日                                       | ISO 6467:1980                                                                                      |      |
| JIS G 1319   | フェロチタン分析方法 | 制定 1953年3月28日 改正 1968年7月1日 改正 1982年3月1日 改正 2000年3月20日                                                         | ISO 7692:1983                                                                                      |      |
| JIS G 1320   | フェロホスホル - りん定量方法 | 制定 1953年3月28日 改正 1968年7月1日 改正 2007年4月20日                                                                           | |      |
| JIS G 1321   | 金属マンガン分析方法 | 制定 1953年3月28日 改正 1970年3月1日 改正 1974年11月1日 改正 1987年8月1日                                                         | |      |
| JIS G 1322   | 金属けい素分析方法 | 制定 1953年3月28日 改正 1968年10月1日 改正 1977年3月1日 改正 2006年2月20日                                                        | |      |
| JIS G 1323   | 金属クロム分析方法 | 制定 1953年3月28日 改正 1968年6月1日 改正 1978年4月1日 改正 1989年9月1日                                                          | |      |
| JIS G 1324   | カルシウムシリコン分析方法 | 制定 1953年3月28日 改正 1968年10月1日 改正 1977年3月1日 改正 1989年9月1日                                                         | |      |
| JIS G 1325   | シリコクロム分析方法 | 制定 1960年3月1日 改正 1968年6月1日 改正 1978年4月1日 改正 1989年9月1日 改正 2000年3月20日                                        | ISO 4140:1979 ISO 4158:1978                                                                        |      |
| JIS G 1326   | フェロニッケル分析方法 | 制定 1960年3月1日 改正 1970年3月1日 改正 1977年3月1日 改正 1987年8月1日 改正 2000年3月20日                                        | ISO 11400:1992 ISO 6352:1985 ISO 7520:1985 ISO 7524:1985 ISO 7526:1985 ISO 7527:1985 ISO 8343:1985 |      |
| JIS G 1327   | フェロボロン分析方法 | 制定 1968年7月1日 改正 1977年3月1日 改正 1992年5月1日                                                                             | |      |
| JIS G 1328   | フェロニオブ分析方法 | 制定 1970年3月1日 改正 1982年3月1日 改正 2006年2月20日                                                                            | |      |
| JIS G 1351   | フェロアロイ - 蛍光X線分析方法 | 制定 1977年3月1日 改正 1987年9月1日 改正 2006年5月20日                                                                            | |      |
| JIS G 1501   | フェロアロイのサンプリング方法通則 | 制定 1962年9月1日 改正 1968年5月1日 改正 1985年3月1日 改正 1998年2月20日                                                          | ISO 3713:1987                                                                                      |      |
| JIS G 1511   | フェロマンガンのサンプリング方法 | 廃止 1986年2月1日 | |      |
| JIS G 1512   | フェロシリコンのサンプリング方法 | 廃止 1986年2月1日 | |      |
| JIS G 1513   | 高炭素フェロクロムのサンプリング方法 | 廃止 1986年2月1日 | |      |
| JIS G 1514   | 中炭素フェロクロムのサンプリング方法 | 廃止 1986年2月1日 | |      |
| JIS G 1515   | 低炭素フェロクロムのサンプリング方法 | 廃止 1986年2月1日 | |      |
| JIS G 1516   | シリコマンガンのサンプリング方法 | 廃止 1986年2月1日 | |      |
| JIS G 1517   | スピーゲルのサンプリング方法 | 廃止 1985年3月1日 | |      |
| JIS G 1518   | フェロタングステンのサンプリング方法 | 廃止 1986年2月1日 | |      |
| JIS G 1519   | フェロモリブデンのサンプリング方法 | 廃止 1986年2月1日 | |      |
| JIS G 1520   | フェロバナジウムのサンプリング方法 | 廃止 1986年2月1日 | |      |
| JIS G 1521   | フェロチタンのサンプリング方法 | 廃止 1986年2月1日 | |      |
| JIS G 1522   | フェロホスホルのサンプリング方法 | 廃止 1986年2月1日 | |      |
| JIS G 1523   | 金属マンガンのサンプリング方法 | 廃止 1986年2月1日 | |      |
| JIS G 1524   | 金属けい素のサンプリング方法 | 廃止 1986年2月1日 | |      |
| JIS G 1525   | 金属クロムのサンプリング方法 | 廃止 1986年2月1日 | |      |
| JIS G 1526   | カルシウムシリコンのサンプリング方法 | 廃止 1986年2月1日 | |      |
| JIS G 1527   | シリコクロムのサンプリング方法 | 廃止 1986年2月1日 | |      |
| JIS G 1528   | フェロニッケルのサンプリング方法 | 廃止 1986年2月1日 | |      |
| JIS G 1529   | 高窒素フェロクロムのサンプリング方法 | 廃止 1985年3月1日 | |      |
| JIS G 1530   | フェロボロンのサンプリング方法 | 廃止 1986年2月1日 | |      |
| JIS G 1531   | フェロニオブのサンプリング方法 | 廃止 1986年2月1日 | |      |
| JIS G 1601   | フェロアロイの成分用試料のサンプリング方法 （その1 フェロマンガン、フェロシリコン、フェロクロム、シリコマンガン及びシリコクロム）                                                     | 制定 1985年3月1日 改正 1998年2月20日                                                                                              | ISO 4552-1:1987                                                                                    |      |
| JIS G 1602   | フェロアロイの成分用試料のサンプリング方法 （その2 フェロタングステン、フェロモリブデン、フェロバナジウム、フェロチタン及びフェロニオブ）                                             | 制定 1985年3月1日 改正 1998年2月20日                                                                                              | ISO 4552-2:1987                                                                                    |      |
| JIS G 1603   | フェロアロイの成分用試料のサンプリング方法 （その3 フェロホスホル、金属マンガン、金属けい素、金属クロム、カルシウムシリコン及びフェロボロン）                                         | 制定 1985年3月1日 | |      |
| JIS G 1604   | フェロアロイの成分用試料のサンプリング方法 （その4 フェロニッケル） | 制定 1985年3月1日 改正 2000年3月20日                                                                                              | ISO 8049:1988 ISO 8050:1988                                                                        |      |
| JIS G 1641   | フェロアロイの粒度用試料のサンプリング方法及び粒度測定方法 | 制定 1985年3月1日 改正 1998年2月20日                                                                                              | ISO 4551:1987                                                                                      |      |

## JIS G 2XXX
| 規格番号   | 名称                                                       | 制定・改正・廃止                                                                            | 対応国際規格   | 参考 |
| ---------- | ---------------------------------------------------------- | ------------------------------------------------------------------------------------------- | -------------- | ---- |
| JIS G 2201 | 製鋼用銑                                                   | 制定 1950年3月1日0 改正 1964年10月1日 改正 1976年2月1日 廃止 2000年12月20日                 |                |      |
| JIS G 2202 | 鋳物用銑                                                   | 制定 1950年3月1日0 改正 1964年10月1日 改正 1976年2月1日 廃止 2000年12月20日                 |                |      |
| JIS G 2203 | 低リン銑                                                   | 廃止 1953年11月7日                                                                          |                |      |
| JIS G 2204 | 可鍛鋳鉄用銑                                               | 廃止 1953年11月7日                                                                          |                |      |
| JIS G 2205 | 低炭素銑                                                   | 廃止 1953年11月7日                                                                          |                |      |
| JIS G 2301 | フェロマンガン                                             | 制定 1950年7月28日 改正 1969年2月1日 改正 1978年3月1日 改正 1986年2月1日 改正 1998年2月20日 | ISO 5446:1980  |      |
| JIS G 2302 | フェロシリコン                                             | 制定 1950年7月28日 改正 1969年2月1日 改正 1978年3月1日 改正 1986年2月1日 改正 1998年2月20日 | ISO 5445:1980  |      |
| JIS G 2303 | フェロクロム                                               | 制定 1950年7月28日 改正 1969年2月1日 改正 1978年3月1日 改正 1986年2月1日 改正 1998年2月20日 | ISO 5448:1981  |      |
| JIS G 2304 | シリコマンガン                                             | 制定 1950年7月28日 改正 1969年2月1日 改正 1978年3月1日 改正 1986年2月1日 改正 1998年2月20日 | ISO 5447:1980  |      |
| JIS G 2305 | スピーゲル                                                 | 廃止 1978年12月1日                                                                          |                |      |
| JIS G 2306 | フェロタングステン                                         | 制定 1950年7月28日 改正 1969年2月1日 改正 1978年3月1日 改正 1986年2月1日 改正 1998年2月20日 | ISO 5450:1980  |      |
| JIS G 2307 | フェロモリブデン                                           | 制定 1950年7月28日 改正 1969年2月1日 改正 1978年3月1日 改正 1986年2月1日 改正 1998年2月20日 | ISO 5452:1980  |      |
| JIS G 2308 | フェロバナジウム                                           | 制定 1950年7月28日 改正 1969年2月1日 改正 1978年3月1日 改正 1986年2月1日 改正 1998年2月20日 | ISO 5451:1980  |      |
| JIS G 2309 | フェロチタン                                               | 制定 1950年7月28日 改正 1969年2月1日 改正 1978年3月1日 改正 1986年2月1日 改正 1998年2月20日 | ISO 5454:1980  |      |
| JIS G 2310 | フェロホスホル                                             | 制定 1950年7月28日 改正 1969年2月1日 改正 1978年3月1日 改正 1986年2月1日                    |                |      |
| JIS G 2311 | 金属マンガン                                               | 制定 1950年7月28日 改正 1969年2月1日 改正 1978年3月1日 改正 1986年2月1日                    |                |      |
| JIS G 2312 | 金属けい素                                                 | 制定 1950年7月28日 改正 1969年2月1日 改正 1978年3月1日 改正 1986年2月1日                    |                |      |
| JIS G 2313 | 金属クロム                                                 | 制定 1950年7月28日 改正 1969年2月1日 改正 1978年3月1日 改正 1986年2月1日 改正 1998年2月20日 | ISO 10387:1994 |      |
| JIS G 2314 | カルシウムシリコン                                         | 制定 1950年7月28日 改正 1969年2月1日 改正 1978年3月1日 改正 1986年2月1日                    |                |      |
| JIS G 2315 | シリコクロム                                               | 制定 1953年7月24日 改正 1969年2月1日 改正 1978年3月1日 改正 1986年2月1日 改正 1998年2月20日 | ISO 5449:1980  |      |
| JIS G 2316 | フェロニッケル                                             | 制定 1953年7月24日 改正 1969年2月1日 改正 1978年3月1日 改正 1986年2月1日 改正 2000年3月20日 | ISO 6501:1988  |      |
| JIS G 2317 | 高窒素フェロクロム                                         | 廃止 1978年12月1日                                                                          |                |      |
| JIS G 2318 | フェロボロン                                               | 制定 1961年11月1日 改正 1969年2月1日 改正 1978年3月1日 改正 1986年2月1日 改正 1998年2月20日 | ISO 10386:1994 |      |
| JIS G 2319 | フェロニオブ                                               | 制定 1961年11月1日 改正 1969年2月1日 改正 1978年3月1日 改正 1986年2月1日 改正 1998年2月20日 | ISO 5453:1980  |      |
| JIS G 2401 | 鉄くず分類基準                                             | 制定 1952年2月12日 改正 1955年2月12日 改正 1979年6月1日                                     |                |      |
| JIS G 2402 | 鉄鋼用アルミニウムドロス                                   | 制定 2002年1月20日 改正 2005年12月20日                                                      |                |      |
| JIS G 2403 | アルミニウムドロスのサンプリング、試料調製及び水分決定方法 | 制定 2003年10月20日                                                                         |                |      |

## JIS G 3XXX

### JIS G 31XX
| 規格番号     | 名称                                                                         | 制定・改正・廃止 | 対応国際規格 | 参考 |
| ------------ | ---------------------------------------------------------------------------- | --- | --- | ---- |
| JIS G 3101   | 一般構造用圧延鋼材                                                           | 制定 1952年11月25日 改正 1970年3月1日 改正 1973年4月1日 改正 1976年2月1日 改正 1987年3月1日 改正 1995年11月1日 改正 2004年3月20日                                       | |      |
| JIS G 3102   | 機械構造用炭素鋼                                                             | 廃止 1965年7月1日 | |      |
| JIS G 3103   | ボイラ及び圧力容器用炭素鋼及びモリブデン鋼鋼板                               | 制定 1953年3月28日 改正 1966年12月1日 改正 1977年1月1日 改正 1987年3月1日 改正 2003年5月20日 改正 2007年5月20日                                                         | ISO 9328-1:2003 ISO 9328-2:2004 |      |
| JIS G 3104   | リベット用丸鋼                                                               | 制定 1953年12月25日 改正 1965年3月1日 改正 1976年2月1日 改正 1987年3月1日 改正 2004年12月20日                                                                           | |      |
| JIS G 3105   | チェーン用丸鋼                                                               | 制定 1953年3月28日 改正 1965年3月1日 改正 1976年2月1日 改正 1987年3月1日 改正 2004年12月20日                                                                            | |      |
| JIS G 3106   | 溶接構造用圧延鋼材                                                           | 制定 1952年11月15日 改正 1970年3月1日 改正 1973年4月1日 改正 1977年1月1日 改正 1988年11月1日 改正 1992年3月1日 改正 1995年11月1日 改正 1999年1月20日 改正 2004年3月20日 | ISO 630:1995 |      |
| JIS G 3107   | 再生棒鋼                                                                     | 廃止 1956年4月18日 | |      |
| JIS G 3108   | みがき棒鋼用一般鋼材                                                         | 制定 1972年1月1日 改正 1975年3月1日 改正 1987年3月1日 改正 2004年10月20日                                                                                               | |      |
| JIS G 3109   | PC鋼棒                                                                       | 制定 1971年1月1日 改正 1977年8月1日 改正 1988年7月1日 改正 1994年6月1日                                                                                                 | ISO 6934-5:1991 |      |
| JIS G 3110   | 異形丸鋼                                                                     | 廃止 1965年3月1日 | |      |
| JIS G 3111   | 再生鋼材                                                                     | 制定 1956年4月18日 改正 1976年3月1日 改正 1987年3月1日 改正 2005年7月20日                                                                                               | |      |
| JIS G 3112   | 鉄筋コンクリート用棒鋼                                                       | 制定 1964年7月1日 改正 1975年2月1日 改正 1985年11月1日 改正 1987年3月1日 改正 2004年9月20日                                                                             | ISO 6935-1:1991 ISO 6935-2:1991 |      |
| JIS G 3113   | 自動車構造用熱間圧延鋼板及び鋼帯                                             | 制定 1970年1月1日 改正 1973年4月1日 改正 1977年1月1日 改正 1983年3月1日 改正 1987年9月1日 改正 1990年5月1日 改正 2006年10月20日                                         | |      |
| JIS G 3114   | 溶接構造用耐候性熱間圧延鋼材                                                 | 制定 1968年4月1日 改正 1971年6月1日 改正 1973年4月1日 改正 1977年1月1日 改正 1983年3月1日 改正 1988年11月1日 改正 1998年11月20日 改正 2004年3月20日                     | ISO 4952.2 1981 ISO 5952:1998 |      |
| JIS G 3115   | 圧力容器用鋼板                                                               | 制定 1968年11月1日 改正 1973年4月1日 改正 1977年1月1日 改正 1983年11月1日 改正 1988年7月1日 改正 1990年6月1日 改正 2000年6月20日 改正 2005年7月20日                     | ISO/DIS 9328-3:2003 ISO 9328\|ISO/DIS 9328-5:2003 ISO 9328\|ISO/DIS 9328-6:2003 ISO 9328\|ISO/FDIS 9328-1:2003                               |      |
| JIS G 3115-1 | 圧力容器用鋼板 第1部 厚肉材「JIS G3115-1」                                   | 制定 1995年11月1日 廃止 2000年6月20日 | |      |
| JIS G 3116   | 高圧ガス容器用鋼板及び鋼帯                                                   | 制定 1968年11月1日 改正 1973年4月1日 改正 1977年1月1日 改正 1987年3月1日 改正 1990年5月1日 改正 2000年6月20日 改正 2005年7月20日                                        | |      |
| JIS G 3117   | 鉄筋コンクリート用再生棒鋼                                                   | 制定 1969年9月1日 改正 1975年11月1日 改正 1984年7月1日 改正 1987年3月1日                                                                                                | |      |
| JIS G 3118   | 中・常温圧力容器用炭素鋼鋼板                                                 | 制定 1970年10月1日 改正 1973年4月1日 改正 1977年1月1日 改正 1987年3月1日 改正 2000年3月20日 改正 2005年7月20日                                                          | ISO/DIS 9328-2:2003 ISO 9328\|ISO/FDIS 9328-1:2003                                                                                           |      |
| JIS G 3119   | ボイラ及び圧力容器用マンガンモリブデン鋼及びマンガンモリブデンニッケル鋼鋼板 | 制定 1970年10月1日 改正 1973年4月1日 改正 1977年1月1日 改正 1987年3月1日 改正 2003年5月20日 改正 2007年5月20日                                                          | ISO 9328-1:2003 ISO 9328-2:2004 |      |
| JIS G 3120   | 圧力容器用調質型マンガンモリブデン鋼及びマンガンモリブデンニッケル鋼鋼板     | 制定 1970年10月1日 改正 1973年4月1日 改正 1977年1月1日 改正 1987年3月1日 改正 2003年5月20日                                                                             | |      |
| JIS G 3121   | ボルト・ナット用冷間引抜棒鋼                                                 | 廃止 1955年2月12日 | |      |
| JIS G 3122   | 軸用ミガキ棒鋼                                                               | 廃止 1955年2月12日 | |      |
| JIS G 3123   | みがき棒鋼                                                                   | 制定 1955年2月12日 改正 1972年1月1日 改正 1975年3月1日 改正 1979年6月1日 改正 1987年9月1日 改正 2004年9月20日                                                           | ISO 683-18:1996 |      |
| JIS G 3124   | 中・常温圧力容器用高強度鋼鋼板                                               | 制定 1983年11月1日 改正 1987年3月1日 改正 2004年3月20日 | |      |
| JIS G 3125   | 高耐候性圧延鋼材                                                             | 制定 1971年6月1日 改正 1973年4月1日 改正 1977年1月1日 改正 1987年3月1日 改正 2004年3月20日                                                                              | ISO 5952:1998 |      |
| JIS G 3126   | 低温圧力容器用炭素鋼鋼板                                                     | 制定 1972年1月1日 改正 1975年3月1日 改正 1983年11月1日 改正 1988年7月1日 改正 1990年6月1日 改正 2000年6月20日 改正 2004年3月20日                                        | |      |
| JIS G 3127   | 低温圧力容器用ニッケル鋼鋼板                                                 | 制定 1977年8月1日 改正 1990年6月1日 改正 2000年6月20日 改正 2005年7月20日                                                                                               | ISO/DIS 9328-4:2003 ISO 9328\|ISO/FDIS 9328-1:2003                                                                                           |      |
| JIS G 3128   | 溶接構造用高降伏点鋼板                                                       | 制定 1983年11月1日 改正 1987年9月1日 改正 1999年1月20日 | ISO 4950-1:1995 ISO 4950-2:1995 ISO 4950-3:1995                                                                                              |      |
| JIS G 3129   | 鉄塔用高張力鋼鋼材                                                           | 制定 1988年10月1日 改正 1995年3月1日 改正 2005年9月20日 | |      |
| JIS G 3131   | 熱間圧延軟鋼板及び鋼帯                                                       | 制定 1967年2月1日 改正 1973年4月1日 改正 1977年1月1日 改正 1983年3月1日 改正 1987年3月1日 改正 1990年5月1日 改正 1996年2月1日 改正 2005年2月20日                        | ISO 3573:1999 |      |
| JIS G 3132   | 鋼管用熱間圧延炭素鋼鋼帯                                                     | 制定 1968年4月1日 改正 1973年4月1日 改正 1977年1月1日 改正 1983年3月1日 改正 1987年3月1日 改正 1990年5月1日 改正 2005年10月20日                                         | |      |
| JIS G 3133   | ほうろう用脱炭鋼板及び鋼帯                                                   | 制定 1978年3月1日 改正 1988年7月1日 改正 1999年1月20日 改正 2004年3月20日                                                                                               | ISO 5001:1999 |      |
| JIS G 3134   | 自動車用加工性熱間圧延高張力鋼板及び鋼帯                                     | 制定 1986年7月1日 改正 1990年5月1日 改正 2006年10月20日 | |      |
| JIS G 3135   | 自動車用加工性冷間圧延高張力鋼板及び鋼帯                                     | 制定 1986年7月1日 改正 2006年10月20日 | |      |
| JIS G 3136   | 建築構造用圧延鋼材                                                           | 制定 1994年6月1日 改正 2005年3月20日 | ISO 24314:2003 |      |
| JIS G 3137   | 細径異形PC鋼棒                                                               | 制定 1994年6月1日 | ISO 6934-3:1991 |      |
| JIS G 3138   | 建築構造用圧延棒鋼                                                           | 制定 1996年10月20日 改正 2005年3月20日 | |      |
| JIS G 3141   | 冷間圧延鋼板及び鋼帯                                                         | 制定 1969年2月1日 改正 1973年4月1日 改正 1977年1月1日 改正 1987年9月1日 改正 1990年5月1日 改正 1996年2月1日 改正 2005年2月20日                                          | ISO 3574:1999 |      |
| JIS G 3191   | 熱間圧延棒鋼とバーインコイルの形状、寸法及び質量並びにその許容差             | 制定 1954/7/30 改正 1966年7月1日 改正 2002年1月20日 | |      |
| JIS G 3192   | 熱間圧延形鋼の形状、寸法、質量及びその許容差                                 | 制定 1954年7月30日 改正 1971年3月1日 改正 1977年1月1日 改正 1990年5月1日 改正 1994年11月1日 改正 2000年2月20日 改正 2005年7月20日 改正 2008年3月20日                    | ISO 657-1:1989 ISO 657-11:1980 ISO 657-15:1980 ISO 657-16:1980 ISO 657-18:1980 ISO 657-19:1980 ISO 657-2:1989 ISO 657-21:1983 ISO 657-5:1976 |      |
| JIS G 3193   | 熱間圧延鋼板及び鋼帯の形状、寸法、質量及びその許容差                         | 制定 1954年7月30日 改正 1970年3月1日 改正 1977年1月1日 改正 1990年5月1日 改正 2005年3月20日 改正 2008年3月20日                                                          | ISO 7452:1984 |      |
| JIS G 3194   | 熱間圧延平鋼の形状、寸法、質量及びその許容差                                 | 制定 1966年7月1日 改正 1998年11月20日 | ISO 1035-3:1980 ISO 1035-4:1982 ISO 9034:1987                                                                                                |      |
| JIS G 3199   | 鋼板及び平鋼の厚さ方向特性                                                   | 制定 1992年11月1日 | ISO 7778:1983 |      |

### JIS G 32XX・33XX
| 規格番号   | 名称                                                | 制定・改正・廃止 | 対応国際規格                  | 参考 |
| ---------- | --------------------------------------------------- | --- | ----------------------------- | ---- |
| JIS G 3201 | 炭素鋼鍛鋼品                                        | 制定 1954年3月29日 改正 1964年7月1日 改正 1977年8月1日 改正 1978年11月1日 改正 1988年11月1日 改正 2008年3月20日                                       |                               |      |
| JIS G 3202 | 圧力容器用炭素鋼鍛鋼品                              | 制定 1982年6月15日 改正 1988年11月1日 改正 2008年3月20日                                                                                              |                               |      |
| JIS G 3203 | 高温圧力容器用合金鋼鍛鋼品                          | 制定 1982年6月15日 改正 1988年11月1日 改正 2008年3月20日                                                                                              | ISO 2604-1:1975               |      |
| JIS G 3204 | 圧力容器用調質型合金鋼鍛鋼品                        | 制定 1982年6月15日 改正 1988年11月1日 改正 2008年3月20日                                                                                              |                               |      |
| JIS G 3205 | 低温圧力容器用鍛鋼品                                | 制定 1982年6月15日 改正 1988年11月1日 改正 2008年3月20日                                                                                              |                               |      |
| JIS G 3206 | 高温圧力容器用高強度クロムモリブデン鋼鍛鋼品        | 制定 1993年6月1日 改正 2008年3月20日 |                               |      |
| JIS G 3211 | 圧力容器用調質型炭素鋼及び低合金鋼鍛鋼品            | 廃止 1982年7月1日 |                               |      |
| JIS G 3212 | 圧力容器用調質型真空処理炭素鋼及び低合金鋼鍛鋼品    | 廃止 1982年7月1日 |                               |      |
| JIS G 3213 | 高温圧力容器部品用合金鋼鍛鋼品                      | 廃止 1982年7月1日 |                               |      |
| JIS G 3214 | 圧力容器用ステンレス鋼鍛鋼品                        | 制定 1974年3月1日 改正 1977年8月1日 改正 1984年10月1日 改正 1988年11月1日 改正 1991年12月1日                                                          |                               |      |
| JIS G 3221 | クロムモリブデン鋼鍛鋼品                            | 制定 1975年3月1日 改正 1988年11月1日 改正 2008年3月20日                                                                                               |                               |      |
| JIS G 3222 | ニッケルクロムモリブデン鋼鍛鋼品                    | 制定 1975年3月1日 改正 1988年11月1日 改正 2008年3月20日                                                                                               |                               |      |
| JIS G 3223 | 鉄塔フランジ用高張力鋼鍛鋼品                        | 制定 1988年10月1日 改正 2008年3月20日 |                               |      |
| JIS G 3251 | 炭素鋼鍛鋼品用鋼片                                  | 制定 1964年7月1日 改正 1977年8月1日 改正 1978年11月1日 改正 1988年11月1日 改正 2008年3月20日                                                          |                               |      |
| JIS G 3301 | 熱間圧延薄鋼板                                      | 廃止 1967年7月1日 |                               |      |
| JIS G 3302 | 溶融亜鉛めっき鋼板及び鋼帯                          | 制定 1951年10月31日 改正 1970年9月1日 改正 1979年2月1日 改正 1987年9月1日 改正 1994年2月1日 改正 1998年11月20日 改正 2005年3月20日 改正 2007年9月20日 | ISO 3575:1976 ISO 4998:1996   |      |
| JIS G 3303 | ぶりき及びぶりき原板                                | 制定 1952年4月14日 改正 1969年2月1日 改正 1975年2月1日 改正 1984年2月1日 改正 1987年9月1日 改正 2002年7月20日 改正 2008年2月20日                      | ISO 11949:1995 ISO 11951:1995 |      |
| JIS G 3304 | 普通仕上鋼板                                        | 廃止 1956年7月17日 |                               |      |
| JIS G 3305 | 高級仕上鋼板                                        | 廃止 1956年7月17日 |                               |      |
| JIS G 3306 | 冷間圧延薄鋼板                                      | 廃止 1956年7月17日 |                               |      |
| JIS G 3307 | 炭素鋼帯鋼（1～6種）                                | 廃止 1967年7月1日 |                               |      |
| JIS G 3308 | ミガキ帯鋼                                          | 廃止 1969年8月6日 |                               |      |
| JIS G 3309 | 鍛接管用帯鋼                                        | 廃止 1953年5月8日 |                               |      |
| JIS G 3310 | 冷間圧延鋼板                                        | 廃止 1969年8月6日 |                               |      |
| JIS G 3311 | みがき特殊帯鋼                                      | 制定 1952年4月14日 改正 1968年1月1日 改正 1988年11月1日 改正 1998年11月20日 改正 2004年10月20日                                                       |                               |      |
| JIS G 3312 | 塗装溶融亜鉛めっき鋼板及び鋼帯                      | 制定 1968年1月1日 改正 1970年9月1日 改正 1979年2月1日 改正 1987年9月1日 改正 1994年2月1日 改正 2005年3月20日 改正 2008年3月20日                       |                               |      |
| JIS G 3313 | 電気亜鉛めっき鋼板及び鋼帯                          | 制定 1971年6月1日 改正 1990年10月1日 改正 1998年11月20日 改正 2005年3月20日 改正 2007年9月20日                                                        | ISO 5002:1999                 |      |
| JIS G 3314 | 溶融アルミニウムめっき鋼板及び鋼帯                  | 制定 1977年1月1日 改正 1995年11月1日 改正 2006年2月20日                                                                                               | ISO 5000:2005                 |      |
| JIS G 3315 | ティンフリースチール                                | 制定 1984年2月1日 改正 1987年9月1日 改正 2002年6月20日 改正 2008年2月20日                                                                             | ISO 11950:1995                |      |
| JIS G 3316 | 鋼板製波板の形状及び寸法                            | 制定 1987年9月1日 |                               |      |
| JIS G 3317 | 溶融亜鉛-5％アルミニウム合金めっき鋼板及び鋼帯      | 制定 1990年10月1日 改正 1994年2月1日 改正 2005年3月20日 改正 2007年9月20日                                                                            | ISO 14788:1998                |      |
| JIS G 3318 | 塗装溶融亜鉛-5％アルミニウム合金めっき鋼板及び鋼帯  | 制定 1990年10月1日 改正 1994年2月1日 改正 2005年3月20日 改正 2008年3月20日                                                                            |                               |      |
| JIS G 3320 | 塗装ステンレス鋼板                                  | 制定 1981年3月1日 改正 1991年11月1日 改正 1999年4月20日                                                                                               |                               |      |
| JIS G 3321 | 溶融55％アルミニウム-亜鉛合金めっき鋼板及び鋼帯     | 制定 1998年11月20日 改正 2005年3月20日 改正 2007年9月20日                                                                                             | ISO 9364:1991                 |      |
| JIS G 3322 | 塗装溶融55％アルミニウム-亜鉛合金めっき鋼板及び鋼帯 | 制定 1998年11月20日 改正 2005年3月20日 改正 2008年3月20日                                                                                             |                               |      |
| JIS G 3350 | 一般構造用軽量形鋼                                  | 制定 1957年11月25日 改正 1970年10月1日 改正 1973年4月1日 改正 1977年1月1日 改正 1987年9月1日 改正 2005年3月20日 改正 2017年7月20日                    |                               |      |
| JIS G 3351 | エキスパンドメタル                                  | 制定 1965年6月1日 改正 1979年6月1日 改正 1987年9月1日                                                                                                 |                               |      |
| JIS G 3352 | デッキプレート                                      | 制定 1971年3月1日 改正 1977年8月1日 改正 1979年6月1日 改正 2003年3月20日                                                                              |                               |      |
| JIS G 3353 | 一般構造用溶接軽量H形鋼                             | 制定 1978年3月1日 改正 1986年3月1日 改正 1990年2月1日 改正 2011年9月20日                                                                              |                               |      |
| JIS G 3391 | シートバー                                          | 制定 1953年11月7日 廃止 1988年10月1日 |                               |      |

### JIS G 34XX
| 規格番号     | 名称                                             | 制定・改正・廃止 | 対応国際規格                    | 参考 |
| ------------ | ------------------------------------------------ | --- | ------------------------------- | ---- |
| JIS G 3421   | 一般用鋼管                                       | 廃止 1955年2月12日 |                                 |      |
| JIS G 3422   | 高圧用鋼管                                       | 廃止 1955年2月12日 |                                 |      |
| JIS G 3423   | 高温高圧用鋼管                                   | 廃止 1955年2月12日 |                                 |      |
| JIS G 3424   | ボイラ用鋼管                                     | 廃止 1955年2月12日 |                                 |      |
| JIS G 3425   | 機関車ボイラ用鋼管                               | 廃止 1955年2月12日 |                                 |      |
| JIS G 3426   | 化学工業用鋼管                                   | 廃止 1955年2月12日 |                                 |      |
| JIS G 3427   | ガス管                                           | 廃止 1955年2月12日 |                                 |      |
| JIS G 3428   | 自動車用鋼管                                     | 廃止 1956年4月18日 |                                 |      |
| JIS G 3429   | 高圧ガス容器用継目無鋼管                         | 制定 1952年2月12日 改正 1965年3月1日 改正 1977年8月1日 改正 1988年8月1日 改正 2006年6月20日                                                                                            |                                 |      |
| JIS G 3430   | 水道用継目無鋼管                                 | 廃止 1957年10月30日 |                                 |      |
| JIS G 3431   | 水道用電孤溶接鋼管                               | 廃止 1957年10月30日 |                                 |      |
| JIS G 3432   | 配管用鋼管（ガス管）                             | 廃止 1962年3月1日 |                                 |      |
| JIS G 3433   | 圧力配管用鋼管                                   | 廃止 1962年3月1日 |                                 |      |
| JIS G 3434   | 特殊高圧配管用鋼管                               | 廃止 1962年3月1日 |                                 |      |
| JIS G 3435   | 高温高圧配管用鋼管                               | 廃止 1962年3月1日 |                                 |      |
| JIS G 3436   | ボイラ用鋼管                                     | 廃止 1962年3月1日 |                                 |      |
| JIS G 3437   | 機関車ボイラ用鋼管                               | 廃止 1968年5月1日 |                                 |      |
| JIS G 3438   | 化学工業用鋼管                                   | 廃止 1962年3月1日 |                                 |      |
| JIS G 3439   | 油井用継目無鋼管                                 | 制定 1955年1月31日 改正 1964年10月1日 改正 1977年8月1日 改正 1988年7月1日 廃止 1996年1月1日                                                                                            |                                 |      |
| JIS G 3440   | 構造用炭素鋼鋼管                                 | 廃止 1961年2月1日 |                                 |      |
| JIS G 3441   | 機械構造用合金鋼鋼管                             | 制定 1956年4月18日 改正 1966年1月1日 改正 1974年3月1日 改正 1977年8月1日 改正 1982年3月1日 改正 1988年7月1日 改正 2004年8月20日                                                        |                                 |      |
| JIS G 3442   | 水配管用亜鉛めっき鋼管                           | 制定 1957年10月30日 改正 1966年7月1日 改正 1988年8月1日 改正 1997年9月20日 改正 2004年3月20日                                                                                          |                                 |      |
| JIS G 3443   | 水輸送用塗覆装鋼管                               | 制定 1957年10月30日 改正 1968年1月1日 改正 1987年9月1日 改正 2004年3月20日 廃止 2007年2月20日                                                                                          |                                 |      |
| JIS G 3443-1 | 水輸送用塗覆装鋼管 - 第1部：直管                 | 制定 2007年2月20日 |                                 |      |
| JIS G 3443-2 | 水輸送用塗覆装鋼管 - 第2部：異形管               | 制定 2007年2月20日 |                                 |      |
| JIS G 3443-3 | 水輸送用塗覆装鋼管 - 第3部：外面プラスチック被覆 | 制定 2007年2月20日 |                                 |      |
| JIS G 3443-4 | 水輸送用塗覆装鋼管-第4部：内面エポキシ樹脂塗装   | 制定 2007年2月20日 |                                 |      |
| JIS G 3444   | 一般構造用炭素鋼鋼管                             | 制定 1961年2月1日 改正 1966年1月1日 改正 1974年3月1日 改正 1977年8月1日 改正 1982年3月1日 改正 1988年7月1日 改正 1994年2月1日 改正 2004年8月20日 改正 2006年1月20日                    |                                 |      |
| JIS G 3445   | 機械構造用炭素鋼鋼管                             | 制定 1961年2月1日 改正 1966年1月1日 改正 1974年3月1日 改正 1977年8月1日 改正 1983年3月1日 改正 1988年7月1日 改正 2004年12月20日 改正 2006年1月20日                                     |                                 |      |
| JIS G 3446   | 機械構造用ステンレス鋼鋼管                       | 制定 1974年3月1日 改正 1977年8月1日 改正 1982年3月1日 改正 1988年7月1日 改正 1994年6月1日 改正 2004年12月20日                                                                          |                                 |      |
| JIS G 3447   | ステンレス鋼サニタリー管                         | 制定 1973年10月1日 改正 1977年1月1日 改正 1980年5月1日 改正 1988年7月1日 改正 1994年6月1日 改正 1997年9月20日 改正 2004年2月20日                                                       | ISO 2037:1992                   |      |
| JIS G 3448   | 一般配管用ステンレス鋼管                         | 制定 1980年5月1日 改正 1988年8月1日 改正 1994年6月1日 改正 1997年9月20日 改正 2004年2月20日                                                                                            |                                 |      |
| JIS G 3451   | 水輸送用塗覆装鋼管の異形管                       | 制定 1952年11月25日 改正 1968年1月1日 改正 1973年2月1日 改正 1976年3月1日 改正 1987年9月1日 廃止 2007年2月20日                                                                         |                                 |      |
| JIS G 3452   | 配管用炭素鋼管                                   | 制定 1962年3月1日 改正 1968年7月1日 改正 1973年3月1日 改正 1976年3月1日 改正 1978年12月1日 改正 1984年2月1日 改正 1988年7月1日 改正 1997年9月20日 改正 2004年3月20日                   |                                 |      |
| JIS G 3454   | 圧力配管用炭素鋼鋼管                             | 制定 1962年3月1日 改正 1968年7月1日 改正 1973年3月1日 改正 1976年3月1日 改正 1978年12月1日 改正 1984年2月1日 改正 1988年7月1日 改正 2005年3月20日 改正 2007年5月20日                   | ISO 9329-1:1989 ISO 9330-1:1990 |      |
| JIS G 3455   | 高圧配管用炭素鋼鋼管                             | 制定 1962年3月1日 改正 1968年7月1日 改正 1973年3月1日 改正 1976年3月1日 改正 1978年12月1日 改正 1984年2月1日 改正 1988年7月1日 改正 2005年3月20日                                      | ISO 9329-2:1997                 |      |
| JIS G 3456   | 高温配管用炭素鋼管                               | 制定 1962年3月1日 改正 1968年7月1日 改正 1973年3月1日 改正 1976年3月1日 改正 1978年12月1日 改正 1984年2月1日 改正 1988年7月1日 改正 2004年3月20日                                      | ISO 9329-2:1997 ISO 9330-2:1997 |      |
| JIS G 3457   | 配管用アーク溶接炭素鋼鋼管                       | 制定 1962年3月1日 改正 1968年7月1日 改正 1973年3月1日 改正 1976年3月1日 改正 1978年12月1日 改正 1984年2月1日 改正 1988年8月1日 改正 2005年3月20日                                      |                                 |      |
| JIS G 3458   | 配管用合金鋼鋼管                                 | 制定 1962年3月1日 改正 1968年7月1日 改正 1973年3月1日 改正 1976年3月1日 改正 1978年12月1日 改正 1984年2月1日 改正 1988年7月1日 改正 2005年9月20日                                      | ISO 9329-2:1997                 |      |
| JIS G 3459   | 配管用ステンレス鋼管                             | 制定 1962年3月1日 改正 1968年7月1日 改正 1973年3月1日 改正 1976年3月1日 改正 1978年12月1日 改正 1984年2月1日 改正 1988年8月1日 改正 1994年6月1日 改正 1997年9月20日 改正 2004年2月20日 | ISO 9329-4:1997 ISO 9330-6:1997 |      |
| JIS G 3460   | 低温配管用鋼管                                   | 制定 1962年3月1日 改正 1968年7月1日 改正 1973年3月1日 改正 1976年3月1日 改正 1978年12月1日 改正 1984年2月1日 改正 1988年7月1日 改正 2006年6月20日                                      | ISO 9330-3:1997 ISO 9329-3:1997 |      |
| JIS G 3461   | ボイラ・熱交換器用炭素鋼鋼管                     | 制定 1962年3月1日 改正 1968年7月1日 改正 1973年3月1日 改正 1976年3月1日 改正 1978年12月1日 改正 1984年12月1日 改正 1988年7月1日 改正 2005年9月20日                                     | ISO 9329-2:1997 ISO 9330-2:1997 |      |
| JIS G 3462   | ボイラ・熱交換器用合金鋼管                       | 制定 1962年3月1日 改正 1968年7月1日 改正 1973年3月1日 改正 1976年3月1日 改正 1978年12月1日 改正 1984年12月1日 改正 1988年7月1日 改正 2004年2月20日                                     | ISO 9329-2:1997 ISO 9330-2:1997 |      |
| JIS G 3463   | ボイラ・熱交換器用ステンレス鋼鋼管               | 制定 1962年3月1日 改正 1968年7月1日 改正 1973年3月1日 改正 1976年3月1日 改正 1978年12月1日 改正 1984年12月1日 改正 1988年7月1日 改正 1994年6月1日 改正 2006年1月20日                   | ISO 9329-4:1997 ISO 9330-6:1997 |      |
| JIS G 3464   | 低温熱交換器用鋼管                               | 制定 1962年6月1日 改正 1968年7月1日 改正 1973年3月1日 改正 1976年3月1日 改正 1978年12月1日 改正 1984年12月1日 改正 1988年7月1日 改正 2006年6月20日                                     | ISO 9329-3:1997 ISO 9330-3:1997 |      |
| JIS G 3465   | 試すい用継目無鋼管                               | 制定 1962年3月1日 改正 1965年3月1日 改正 1977年8月1日 改正 1982年3月1日 改正 1988年7月1日 改正 2006年9月20日                                                                           |                                 |      |
| JIS G 3466   | 一般構造用角形鋼管                               | 制定 1966年7月1日 改正 1975年11月1日 改正 1982年3月1日 改正 1988年7月1日 改正 2006年9月20日                                                                                            |                                 |      |
| JIS G 3467   | 加熱炉用鋼管                                     | 制定 1978年12月1日 改正 1984年12月1日 改正 1988年7月1日 改正 2006年9月20日 |                                 |      |
| JIS G 3468   | 配管用溶接大径ステンレス鋼管                     | 制定 1978年12月1日 改正 1984年2月1日 改正 1988年8月1日 改正 1994年6月1日 改正 2004年3月20日                                                                                            | ISO 9330-6:1997                 |      |
| JIS G 3469   | ポリエチレン被覆鋼管                             | 制定 1978年12月1日 改正 1986年3月1日 改正 1992年6月1日 改正 2002年3月20日 |                                 |      |
| JIS G 3471   | コルゲートパイプ及びコルゲートセクション         | 制定 1977年1月1日 |                                 |      |
| JIS G 3472   | 自動車構造用電気抵抗溶接炭素鋼鋼管               | 制定 1983年3月1日 改正 1988年7月1日 改正 2007年5月20日 |                                 |      |
| JIS G 3473   | シリンダチューブ用炭素鋼鋼管                     | 制定 1983年3月1日 改正 1988年7月1日 改正 2007年5月20日 |                                 |      |
| JIS G 3474   | 鉄塔用高張力鋼管                                 | 制定 1988年10月1日 改正 1995年3月1日 改正 2008年2月20日 |                                 |      |
| JIS G 3475   | 建築構造用炭素鋼鋼管                             | 制定 1996年10月20日 改正 2008年3月20日 |                                 |      |
| JIS G 3491   | 水道用鋼管アスファルト塗覆装方法                 | 制定 1952年11月25日 改正 1968年1月1日 改正 1977年8月1日 改正 1993年12月1日 廃止 2007年2月20日                                                                                          |                                 |      |
| JIS G 3492   | 水道用鋼管コールタールエナメル塗覆装方法         | 制定 1968年1月1日 改正 1977年8月1日 改正 1993年12月1日 廃止 2004年3月20日 |                                 |      |

### JIS G 35XX・36XX
| 規格番号     | 名称                                       | 制定・改正・廃止 | 対応国際規格                      | 参考 |
| ------------ | ------------------------------------------ | --- | --------------------------------- | ---- |
| JIS G 3501   | 線材                                       | 廃止 1956年8月21日 |                                   |      |
| JIS G 3502   | ピアノ線材                                 | 制定 1951年10月31日 改正 1965年3月1日 改正 1971年6月1日 改正 1973年4月1日 改正 1980年1月1日 改正 1996年6月1日 改正 2004年3月20日                       | ISO 16120-1:2001 ISO 16120-4:2001 |      |
| JIS G 3503   | 被覆アーク溶接棒心線用線材                 | 制定 1954年3月15日 改正 1964年10月1日 改正 1973年4月1日 改正 1980年1月1日 改正 2006年2月20日                                                           |                                   |      |
| JIS G 3505   | 軟鋼線材                                   | 制定 1956年8月21日 改正 1965年3月1日 改正 1971年6月1日 改正 1973年4月1日 改正 1980年1月1日 改正 1996年6月1日 改正 2004年3月20日                        | ISO 16120-1:2001 ISO 16120-2:2001 |      |
| JIS G 3506   | 硬鋼線材                                   | 制定 1956年8月21日 改正 1971年6月1日 改正 1973年4月1日 改正 1980年1月1日 改正 1996年6月1日 改正 2004年3月20日                                          | ISO 16120-1 ISO 16120-2           |      |
| JIS G 3507   | 冷間圧造用炭素鋼線材                       | 制定 1976年2月1日 改正 1980年1月1日 改正 1991年11月1日 廃止 2005年1月20日                                                                              |                                   |      |
| JIS G 3507-1 | 冷間圧造用炭素鋼 - 第1部：線材             | 制定 2005年1月20日 | ISO 4954:1993                     |      |
| JIS G 3507-2 | 冷間圧造用炭素鋼 - 第2部：線               | 制定 2005年1月20日 | ISO 4954:1993                     |      |
| JIS G 3508   | 冷間圧造用ボロン鋼線材                     | 制定 1991年9月1日 廃止 2005年1月20日 |                                   |      |
| JIS G 3508-1 | 冷間圧造用ボロン鋼 - 第1部：線材           | 制定 2005年1月20日 | ISO 4954:1993                     |      |
| JIS G 3508-2 | 冷間圧造用ボロン鋼 - 第2部：線             | 制定 2005年1月20日 | ISO 4954:1993                     |      |
| JIS G 3509-1 | 冷間圧造用合金鋼 - 第1部 線材              | 制定 2003年5月20日 | ISO 4954:1993                     |      |
| JIS G 3509-2 | 冷間圧造用合金鋼 - 第2部：線               | 制定 2003年11月20日 | ISO 4954:1979                     |      |
| JIS G 3510   | スチールタイヤコード試験方法               | 制定 1986年2月1日 改正 1992年3月1日 |                                   |      |
| JIS G 3521   | 硬鋼線                                     | 制定 1953年12月19日 改正 1958年3月29日 改正 1977年8月1日 改正 1980年1月1日 改正 1984年10月1日 改正 1988年7月1日 改正 1991年9月1日                      | ISO 8458-1:1989 ISO 8458-2:1989   |      |
| JIS G 3522   | ピアノ線                                   | 制定 1951年10月31日 改正 1957年10月30日 改正 1977年8月1日 改正 1982年3月1日 改正 1988年7月1日 改正 1991年9月1日                                        |                                   |      |
| JIS G 3523   | 被覆アーク溶接棒用心線                     | 制定 1950年5月9日 改正 1964年11月1日 改正 1980年1月1日 改正 2008年3月20日                                                                              |                                   |      |
| JIS G 3524   | 軟鋼用被覆アーク溶接棒                     | 廃止 1957年10月30日 |                                   |      |
| JIS G 3525   | ワイヤロープ                               | 制定 1950年5月9日 改正 1964年10月1日 改正 1973年10月1日 改正 1977年1月1日 改正 1988年11月1日 改正 1995年11月1日 改正 1998年10月20日 改正 2006年9月20日 | ISO 2408:2004 ISO 4344:2004       |      |
| JIS G 3526   | 輸出鉄丸くぎ                               | 廃止 1980年3月1日 |                                   |      |
| JIS G 3527   | 輸出鉄線                                   | 廃止 1954年1月30日 |                                   |      |
| JIS G 3528   | 輸出バーブドワイヤ                         | 廃止 1954年1月30日 |                                   |      |
| JIS G 3529   | 輸出クギ用鉄線                             | 廃止 1954年1月30日 |                                   |      |
| JIS G 3530   | 輸出がい装線                               | 廃止 1980年3月1日 |                                   |      |
| JIS G 3531   | 輸出電信線                                 | 廃止 1980年3月1日 |                                   |      |
| JIS G 3532   | 鉄線                                       | 制定 1954年1月30日 改正 1962年3月1日 改正 1980年1月1日 改正 1988年7月1日 改正 1993年7月1日 改正 2000年6月20日                                          | ISO 10544:1992                    |      |
| JIS G 3533   | バーブドワイヤ                             | 制定 1954年1月30日 改正 1962年3月1日 改正 1977年1月1日 改正 1983年3月1日 改正 1988年7月1日 改正 1993年7月1日                                           |                                   |      |
| JIS G 3534   | 亜鉛めっき鉄より線                         | 制定 1962年3月1日 改正 1972年11月1日 改正 1976年3月1日 改正 1982年3月1日 改正 1988年7月1日 廃止 1994年6月1日                                           |                                   |      |
| JIS G 3535   | 航空機用ワイヤロープ                       | 制定 1954年12月18日 改正 1965年5月1日 改正 1977年8月1日 改正 1988年7月1日 改正 1995年11月1日 改正 1998年10月20日                                       | ISO 2020-1:1997 ISO 2020-2:1997   |      |
| JIS G 3536   | PC鋼線及びPC鋼より線                       | 制定 1960年3月1日 改正 1971年1月1日 改正 1977年8月1日 改正 1981年1月15日 改正 1984年10月1日 改正 1988年7月1日 改正 1994年6月1日 改正 1999年5月20日     |                                   |      |
| JIS G 3537   | 亜鉛めっき鋼より線                         | 制定 1962年3月1日 改正 1972年11月1日 改正 1976年3月1日 改正 1982年3月1日 改正 1988年7月1日 改正 1994年11月1日                                          |                                   |      |
| JIS G 3538   | PC硬鋼線                                   | 制定 1971年1月1日 改正 1977年8月1日 改正 1988年7月1日 改正 1994年2月1日                                                                                |                                   |      |
| JIS G 3539   | 冷間圧造用炭素鋼線                         | 制定 1976年2月1日 改正 1980年1月1日 改正 1988年7月1日 改正 1991年9月1日 廃止 2005年1月20日                                                             |                                   |      |
| JIS G 3540   | 操作用ワイヤロープ                         | 制定 1977年8月1日 改正 1988年7月1日 改正 1995年11月1日                                                                                                 |                                   |      |
| JIS G 3541   | がい装用亜鉛めっき鉄線                     | 制定 1980年1月1日 改正 1988年7月1日 廃止 1992年2月1日                                                                                                  |                                   |      |
| JIS G 3542   | 着色塗装亜鉛めっき鉄線                     | 制定 1983年3月1日 改正 1988年7月1日 改正 1993年7月1日                                                                                                  |                                   |      |
| JIS G 3543   | 合成樹脂被覆鉄線                           | 制定 1983年3月1日 改正 1988年7月1日 改正 1993年7月1日 改正 1999年5月20日 改正 2005年2月20日                                                            |                                   |      |
| JIS G 3544   | 溶融アルミニウムめっき鉄線及び鋼線         | 制定 1984年10月1日 改正 1988年7月1日 改正 1993年7月1日 改正 2008年3月20日                                                                              |                                   |      |
| JIS G 3545   | 冷間圧造用ボロン鋼線                       | 制定 1991年9月1日 廃止 2005年1月20日 |                                   |      |
| JIS G 3546   | 異形線ロープ                               | 制定 1993年3月1日 改正 2000年3月20日 |                                   |      |
| JIS G 3547   | 亜鉛めっき鉄線                             | 制定 1993年7月1日 | ISO 7900:1988 ISO 7989:1988       |      |
| JIS G 3548   | 亜鉛めっき鋼線                             | 制定 1994年11月1日 | ISO 7900:1988 ISO 7989:1988       |      |
| JIS G 3549   | 構造用ワイヤロープ                         | 制定 2000年11月20日 |                                   |      |
| JIS G 3550   | 構造用ステンレス鋼ワイヤロープ             | 制定 2003年3月20日 |                                   |      |
| JIS G 3551   | 溶接金網及び鉄筋格子                       | 制定 1960年8月1日 改正 1980年1月1日 改正 1988年7月1日 改正 1993年7月1日 改正 2000年6月20日 改正 2005年11月21日                                         | ISO 6935-3:1992                   |      |
| JIS G 3552   | ひし形金網                                 | 制定 1964年10月1日 改正 1982年3月1日 改正 1984年10月1日 改正 1993年7月1日 改正 2002年6月20日 改正 2007年1月20日                                        |                                   |      |
| JIS G 3553   | クリンプ金網                               | 制定 1964年10月1日 改正 1983年3月1日 改正 2002年6月20日                                                                                                |                                   |      |
| JIS G 3554   | きっ甲金網                                 | 制定 1964年10月1日 改正 1983年3月1日 改正 2002年6月20日                                                                                                |                                   |      |
| JIS G 3555   | 織金網                                     | 制定 1964年10月1日 改正 1983年3月1日 改正 2004年2月20日                                                                                                |                                   |      |
| JIS G 3556   | 工業用織金網                               | 制定 1989年5月1日 改正 2002年6月20日 | ISO 4783-2:1989 ISO 9044:1999     |      |
| JIS G 3557   | 一般用ステンレス鋼ワイヤロープ             | 制定 2004年8月20日 |                                   |      |
| JIS G 3560   | ばね用オイルテンパー線                     | 制定 1963年3月1日 改正 1970年10月1日 改正 1972年11月1日 改正 1976年3月1日 改正 1983年3月1日 改正 1988年7月1日 改正 1994年6月1日                        | ISO 8458-1:1989 ISO 8458-3:1992   |      |
| JIS G 3561   | 弁ばね用オイルテンパー線                   | 制定 1963年3月1日 改正 1970年10月1日 改正 1972年11月1日 改正 1976年3月1日 改正 1982年3月1日 改正 1988年7月1日 改正 1994年6月1日                        |                                   |      |
| JIS G 3565   | 弁ばね用クロムバナジウム鋼オイルテンパー線 | 制定 1963年3月1日 改正 1970年10月1日 改正 1977年1月1日 改正 1986年2月1日 改正 1988年7月1日 廃止 1994年6月1日                                           |                                   |      |
| JIS G 3566   | 弁ばね用シリコンクロム鋼オイルテンパー線   | 制定 1970年10月1日 改正 1977年1月1日 改正 1986年2月1日 改正 1988年7月1日 廃止 1994年6月1日                                                             |                                   |      |
| JIS G 3567   | ばね用シリコンマンガン鋼オイルテンパー線   | 制定 1980年1月1日 改正 1988年7月1日 廃止 1994年6月1日                                                                                                  |                                   |      |
| JIS G 3568   | ばね用シリコンクロム鋼オイルテンパー線     | 制定 1989年5月1日 廃止 1994年6月1日 |                                   |      |
| JIS G 3601   | ステンレスクラッド鋼                       | 制定 1977年3月1日 改正 1982年3月1日 改正 1989年5月1日 改正 2002年6月20日                                                                               |                                   |      |
| JIS G 3602   | ニッケル及びニッケル合金クラッド鋼         | 制定 1980年1月1日 改正 1986年12月1日 改正 1992年11月1日 改正 2004年3月20日                                                                             |                                   |      |
| JIS G 3603   | チタンクラッド鋼                           | 制定 1980年1月1日 改正 1986年12月1日 改正 1992年11月1日 改正 2005年11月21日                                                                            |                                   |      |
| JIS G 3604   | 銅及び銅合金クラッド鋼                     | 制定 1980年1月1日 改正 1986年12月1日 改正 1992年11月1日 改正 2004年3月20日                                                                             |                                   |      |

## JIS G 4XXX
| 規格番号   | 名称                                                                       | 制定・改正・廃止 | 対応国際規格                    | 参考 |
| ---------- | -------------------------------------------------------------------------- | --- | ------------------------------- | ---- |
| JIS G 4051 | 機械構造用炭素鋼鋼材                                                       | 制定 1965年7月1日 改正 1979年2月1日 改正 2005年8月20日 | ISO 683-1:1987 ISO 683-11:1987  |      |
| JIS G 4052 | 焼入性を保証した構造用鋼鋼材（H鋼）                                        | 制定 1965年7月1日 改正 1968年7月1日 改正 1979年2月1日 改正 2003年5月20日 | ISO 683-1:1987 ISO 683-11:1987  |      |
| JIS G 4053 | 機械構造用合金鋼鋼材                                                       | 制定 2003年5月20日 | ISO 683-1:1987 ISO 683-11:1987  |      |
| JIS G 4102 | ニッケルクロム鋼鋼材                                                       | 制定 1950年10月24日 改正 1965年7月1日 改正 1977年8月1日 改正 1979年2月1日 廃止 2003年5月20日                                                                                              |                                 |      |
| JIS G 4103 | ニッケルクロムモリブデン鋼鋼材                                             | 制定 1950年10月24日 改正 1965年7月1日 改正 1977年8月1日 改正 1979年2月1日 廃止 2003年5月20日                                                                                              |                                 |      |
| JIS G 4104 | クロム鋼鋼材                                                               | 制定 1950年6月20日 改正 1965年7月1日 改正 1977年8月1日 改正 1979年2月1日 廃止 2003年5月20日                                                                                               |                                 |      |
| JIS G 4105 | クロムモリブデン鋼鋼材                                                     | 制定 1950年6月20日 改正 1965年7月1日 改正 1977年8月1日 改正 1979年2月1日 廃止 2003年5月20日                                                                                               |                                 |      |
| JIS G 4106 | 機械構造用マンガン鋼鋼材及びマンガンクロム鋼鋼材                           | 制定 1968年7月1日 改正 1979年2月1日 廃止 2003年5月20日 |                                 |      |
| JIS G 4107 | 高温用合金鋼ボルト材                                                       | 制定 1974年3月1日 改正 1977年8月1日 改正 1988年7月1日 改正 1994年2月1日 改正 2007年5月20日                                                                                                |                                 |      |
| JIS G 4108 | 特殊用途合金鋼ボルト用棒鋼                                                 | 制定 1974年3月1日 改正 1977年8月1日 改正 1988年7月1日 改正 1994年2月1日 改正 2007年5月20日                                                                                                |                                 |      |
| JIS G 4109 | ボイラ及び圧力容器用クロムモリブデン鋼鋼板                                 | 制定 1974年3月1日 改正 1977年8月1日 改正 1984年12月1日 改正 1987年9月1日 改正 2003年5月20日 改正 2008年3月20日                                                                            | ISO 9328-1:2003 ISO 9328-2:2004 |      |
| JIS G 4110 | 高温圧力容器用高強度クロムモリブデン鋼及びクロムモリブデンバナジウム鋼鋼板 | 制定 1993年6月1日 改正 2004年3月20日 改正 2008年3月20日 | ISO 9328-1:2003 ISO 9328-2:2004 |      |
| JIS G 4201 | ハダ焼鋼                                                                   | 廃止 1953年11月7日 |                                 |      |
| JIS G 4202 | アルミニウムクロムモリブデン鋼鋼材                                         | 制定 1953年10月20日 改正 1965年7月1日 改正 1977年8月1日 改正 1979年2月1日 改正 2005年8月20日                                                                                              | ISO 683-10:1987                 |      |
| JIS G 4301 | ステンレス鋼                                                               | 廃止 1959年12月1日 |                                 |      |
| JIS G 4302 | 耐熱鋼                                                                     | 廃止 1964年9月1日 |                                 |      |
| JIS G 4303 | ステンレス鋼棒                                                             | 制定 1959年12月1日 改正 1968年4月1日 改正 1972年5月1日 改正 1977年3月1日 改正 1981年3月1日 改正 1988年7月1日 改正 1991年11月1日 改正 1998年2月20日 改正 2005年12月20日                    |                                 |      |
| JIS G 4304 | 熱間圧延ステンレス鋼板及び鋼帯                                             | 制定 1959年12月1日 改正 1968年4月1日 改正 1972年5月1日 改正 1977年3月1日 改正 1981年3月1日 改正 1984年12月1日 改正 1987年9月1日 改正 1991年11月1日 改正 1999年4月20日 改正 2005年12月20日 | ISO 9444:2002                   |      |
| JIS G 4305 | 冷間圧延ステンレス鋼板及び鋼帯                                             | 制定 1959年12月1日 改正 1968年4月1日 改正 1972年5月1日 改正 1977年3月1日 改正 1981年3月1日 改正 1984年12月1日 改正 1987年9月1日 改正 1991年11月1日 改正 1999年4月20日 改正 2005年12月20日 | ISO 9445:2002                   |      |
| JIS G 4306 | 熱間圧延ステンレス鋼帯                                                     | 制定 1959年12月1日 改正 1968年4月1日 改正 1972年5月1日 改正 1977年3月1日 改正 1981年3月1日 改正 1984年12月1日 改正 1988年7月1日 廃止 1991年11月1日                                        |                                 |      |
| JIS G 4307 | 冷間圧延ステンレス鋼帯                                                     | 制定 1959年12月1日 改正 1968年4月1日 改正 1972年5月1日 改正 1977年3月1日 改正 1981年3月1日 改正 1984年12月1日 改正 1987年9月1日 廃止 1991年11月1日                                        |                                 |      |
| JIS G 4308 | ステンレス鋼線材                                                           | 制定 1959年12月1日 改正 1968年4月1日 改正 1972年5月1日 改正 1977年3月1日 改正 1981年3月1日 改正 1984年12月1日 改正 1991年12月1日 改正 1998年2月20日 改正 2007年3月20日                    |                                 |      |
| JIS G 4309 | ステンレス鋼線                                                             | 制定 1959年12月1日 改正 1968年4月1日 改正 1972年5月1日 改正 1977年3月1日 改正 1981年3月1日 改正 1984年12月1日 改正 1988年8月1日 改正 1994年11月1日 改正 1999年6月20日                     |                                 |      |
| JIS G 4310 | ステンレス鋼板及び耐熱鋼板質量算出方法                                     | 制定 1963年10月1日 改正 1972年5月1日 改正 1977年3月1日 改正 1981年3月1日 改正 1984年12月1日 改正 1987年9月1日 改正 1991年11月1日 改正 1999年4月20日                                       |                                 |      |
| JIS G 4311 | 耐熱鋼棒                                                                   | 制定 1964年9月1日 改正 1968年4月1日 改正 1972年5月1日 改正 1977年3月1日 改正 1981年3月1日 改正 1987年9月1日 改正 1991年11月1日 改正 2007年3月20日                                         | ISO 4955:1983 ISO 683-15:1976   |      |
| JIS G 4312 | 耐熱鋼板                                                                   | 制定 1964年9月1日 改正 1968年4月1日 改正 1972年5月1日 改正 1977年3月1日 改正 1981年3月1日 改正 1984年12月1日 改正 1987年9月1日 改正 1991年11月1日                                         | ISO 4955:1983                   |      |
| JIS G 4313 | ばね用ステンレス鋼帯                                                       | 制定 1972年5月1日 改正 1977年3月1日 改正 1981年3月1日 改正 1988年7月1日 改正 1996年6月1日                                                                                                 | ISO 6931-2:1989 ISO 9447:1990   |      |
| JIS G 4314 | ばね用ステンレス鋼線                                                       | 制定 1972年5月1日 改正 1977年3月1日 改正 1981年3月1日 改正 1984年12月1日 改正 1988年8月1日 改正 1994年11月1日                                                                             | ISO/DIS 6931-1:1992             |      |
| JIS G 4315 | 冷間圧造用ステンレス鋼線                                                   | 制定 1972年5月1日 改正 1977年3月1日 改正 1981年3月1日 改正 1984年12月1日 改正 1988年8月1日 改正 1994年11月1日 改正 2000年2月20日                                                          | ISO 4954:1993                   |      |
| JIS G 4316 | 溶接用ステンレス鋼線材                                                     | 制定 1975年11月1日 改正 1981年3月1日 改正 1991年11月1日 |                                 |      |
| JIS G 4317 | 熱間成形ステンレス鋼形鋼                                                   | 制定 1977年3月1日 改正 1981年3月1日 改正 1987年9月1日 改正 1991年11月1日 改正 1999年6月20日 改正 2005年12月20日                                                                           |                                 |      |
| JIS G 4318 | 冷間仕上ステンレス鋼棒                                                     | 制定 1981年3月1日 改正 1991年11月1日 改正 1998年2月20日 改正 2007年3月20日 |                                 |      |
| JIS G 4319 | ステンレス鋼鍛鋼品用鋼片                                                   | 制定 1981年3月1日 改正 1984年12月1日 改正 1991年11月1日 |                                 |      |
| JIS G 4320 | 冷間成形ステンレス鋼形鋼                                                   | 制定 1983年3月1日 改正 1988年7月1日 改正 1991年11月1日 改正 2003年3月20日 |                                 |      |
| JIS G 4321 | 建築構造用ステンレス鋼材                                                   | 制定 2000年6月20日 |                                 |      |
| JIS G 4322 | 鉄筋コンクリート用ステンレス異形棒鋼                                       | 制定 2008年3月20日 |                                 |      |
| JIS G 4401 | 炭素工具鋼鋼材                                                             | 制定 1950年10月24日 改正 1972年1月1日 改正 1983年3月1日 改正 2000年11月20日 改正 2006年2月20日                                                                                            | ISO 4957:1999                   |      |
| JIS G 4402 | 特殊工具鋼                                                                 | 廃止 1956年4月18日 |                                 |      |
| JIS G 4403 | 高速度工具鋼鋼材                                                           | 制定 1950年10月24日 改正 1968年1月1日 改正 1983年3月1日 改正 2000年11月20日 改正 2006年2月20日                                                                                            | ISO 4957:1999                   |      |
| JIS G 4404 | 合金工具鋼鋼材                                                             | 制定 1956年4月18日 改正 1972年1月1日 改正 1983年3月1日 改正 2000年11月20日 改正 2006年2月20日                                                                                             | ISO 4957:1999                   |      |
| JIS G 4405 | 刃物鋼                                                                     | 廃止 1956年4月18日 |                                 |      |
| JIS G 4406 | 打刃物地鉄                                                                 | 廃止 1956年4月18日 |                                 |      |
| JIS G 4407 | ダイス鋼                                                                   | 廃止 1956年4月18日 |                                 |      |
| JIS G 4410 | 中空鋼鋼材                                                                 | 制定 1958年4月26日 改正 1970年3月1日 改正 1984年2月1日 廃止 2005年7月20日 |                                 |      |
| JIS G 4801 | ばね鋼鋼材                                                                 | 制定 1950年5月16日 改正 1967年2月1日 改正 1977年1月1日 改正 1984年2月1日 改正 2005年8月20日                                                                                               | ISO 683-14:2004                 |      |
| JIS G 4802 | ばね用冷間圧延鋼帯                                                         | 制定 1983年3月1日 改正 1999年1月20日 改正 2005年3月20日 | ISO 4960:1999                   |      |
| JIS G 4804 | 硫黄及び硫黄複合快削鋼鋼材                                                 | 制定 1952年12月24日 改正 1971年3月1日 改正 1983年3月1日 改正 1999年1月20日 改正 2008年2月20日                                                                                             | ISO 683-9:1988                  |      |
| JIS G 4805 | 高炭素クロム軸受鋼鋼材                                                     | 制定 1950年5月16日 改正 1970年10月1日 改正 1990年7月1日 改正 1999年1月20日 改正 2008年2月20日                                                                                             | ISO/DIS 683-17:1997             |      |
| JIS G 4901 | 耐食耐熱超合金棒                                                           | 制定 1970年10月1日 改正 1977年3月1日 改正 1981年3月1日 改正 1988年7月1日 改正 1991年11月1日 改正 1999年5月20日 改正 2008年3月20日                                                         | ISO 4955:1994 ISO 9723:1992     |      |
| JIS G 4902 | 耐食耐熱超合金板                                                           | 制定 1970年10月1日 改正 1977年3月1日 改正 1981年3月1日 改正 1984年12月1日 改正 1988年7月1日 改正 1991年11月1日                                                                            | ISO 4955:1983                   |      |
| JIS G 4903 | 配管用継目無ニッケルクロム鉄合金管                                         | 制定 1970年10月1日 改正 1977年3月1日 改正 1981年3月1日 改正 1988年7月1日 改正 1991年11月1日 改正 2008年3月20日                                                                            |                                 |      |
| JIS G 4904 | 熱交換器用継目無ニッケルクロム鉄合金管                                     | 制定 1970年10月1日 改正 1977年3月1日 改正 1981年3月1日 改正 1988年7月1日 改正 1991年11月1日 改正 2008年3月20日                                                                            |                                 |      |

## JIS G 5XXX
| 規格番号   | 名称                                     | 制定・改正・廃止 | 対応国際規格   | 参考 |
| ---------- | ---------------------------------------- | --- | -------------- | ---- |
| JIS G 5101 | 炭素鋼鋳鋼品                             | 制定 1954年3月29日 改正 1969年2月1日 改正 1975年2月1日 改正 1978年4月1日 改正 1984年10月1日 改正 1988年12月1日 改正 1991年3月1日                                       | ISO 3755:1976  |      |
| JIS G 5102 | 溶接構造用鋳鋼品                         | 制定 1969年2月1日 改正 1975年2月1日 改正 1978年4月1日 改正 1987年3月1日 改正 1991年3月1日                                                                              |                |      |
| JIS G 5111 | 構造用高張力炭素鋼及び低合金鋼鋳鋼品     | 制定 1956年5月25日 改正 1969年2月1日 改正 1975年2月1日 改正 1978年4月1日 改正 1984年10月1日 改正 1988年12月1日 改正 1991年3月1日                                       |                |      |
| JIS G 5121 | ステンレス鋼鋳鋼品                       | 制定 1956年5月25日 改正 1969年2月1日 改正 1975年2月1日 改正 1980年1月1日 改正 1987年3月1日 改正 1991年3月1日 改正 2003年6月20日                                        | ISO 11972:1998 |      |
| JIS G 5122 | 耐熱鋼及び耐熱合金鋳造品                 | 制定 1956年5月25日 改正 1969年2月1日 改正 1975年2月1日 改正 1980年1月1日 改正 1987年3月1日 改正 1991年3月1日 改正 2003年6月20日                                        | ISO 11973:1999 |      |
| JIS G 5131 | 高マンガン鋼鋳鋼品                       | 制定 1956年5月25日 改正 1969年2月1日 改正 1975年2月1日 改正 1978年4月1日 改正 1988年12月1日 改正 1991年3月1日 改正 2008年2月20日                                       | ISO 13521:1999 |      |
| JIS G 5151 | 高温高圧用鋳鋼品                         | 制定 1969年2月1日 改正 1975年2月1日 改正 1978年4月1日 改正 1988年12月1日 改正 1991年3月1日                                                                             |                |      |
| JIS G 5152 | 低温高圧用鋳鋼品                         | 制定 1969年2月1日 改正 1975年2月1日 改正 1978年4月1日 改正 1988年12月1日 改正 1991年3月1日                                                                             |                |      |
| JIS G 5201 | 溶接構造用遠心力鋳鋼管                   | 制定 1969年2月1日 改正 1975年2月1日 改正 1978年4月1日 改正 1989年9月1日 改正 1991年3月1日                                                                              |                |      |
| JIS G 5202 | 高温高圧用遠心力鋳鋼管                   | 制定 1969年2月1日 改正 1975年2月1日 改正 1978年4月1日 改正 1988年12月1日 改正 1991年3月1日                                                                             |                |      |
| JIS G 5501 | ねずみ鋳鉄品                             | 制定 1954年3月29日 改正 1956年8月21日 改正 1976年3月1日 改正 1989年3月1日 改正 1995年7月1日                                                                            |                |      |
| JIS G 5502 | 球状黒鉛鋳鉄品                           | 制定 1961年7月1日 改正 1971年12月1日 改正 1975年2月1日 改正 1982年10月15日 改正 1986年2月1日 改正 1989年3月1日 改正 1995年7月1日 改正 2001年4月20日 改正 2007年3月20日 | ISO 1083:1987  |      |
| JIS G 5503 | オーステンパ球状黒鉛鋳鉄品               | 制定 1989年3月1日 改正 1995年7月1日 |                |      |
| JIS G 5504 | 低温用厚肉フェライト球状黒鉛鋳鉄品       | 制定 1992年7月1日 改正 2005年10月20日 |                |      |
| JIS G 5510 | オーステナイト鋳鉄品                     | 制定 1987年11月1日 改正 1999年10月20日 | ISO 2892:1973  |      |
| JIS G 5511 | 鉄系低熱膨張鋳造品                       | 制定 1991年3月1日 |                |      |
| JIS G 5521 | 水道用立型鋳鉄直管                       | 廃止 1983年2月1日 |                |      |
| JIS G 5522 | 水道用遠心力砂型鋳鉄管                   | 廃止 1983年2月1日 |                |      |
| JIS G 5523 | 水道用遠心力金型鋳鉄管                   | 廃止 1983年2月1日 |                |      |
| JIS G 5524 | 水道用鋳鉄異形管                         | 制定 1954年7月30日 改正 1977年8月1日 廃止 1989年1月1日 |                |      |
| JIS G 5525 | 排水用鋳鉄管                             | 制定 1959年10月1日 改正 1972年1月1日 改正 1975年3月1日 改正 2000年3月20日                                                                                              | ISO 6594:1983  |      |
| JIS G 5526 | ダクタイル鋳鉄管                         | 制定 1974年3月1日 改正 1977年8月1日 改正 1982年10月15日 改正 1989年5月1日 改正 1998年11月20日                                                                          | ISO 2531:1998  |      |
| JIS G 5527 | ダクタイル鋳鉄異形管                     | 制定 1974年3月1日 改正 1977年8月1日 改正 1982年10月15日 改正 1989年5月1日 改正 1998年11月20日                                                                          | ISO 2531:1998  |      |
| JIS G 5528 | ダクタイル鋳鉄管内面エポキシ樹脂粉体塗装 | 制定 1984年10月1日 改正 2006年2月20日 |                |      |
| JIS G 5701 | 可鍛鋳鉄品                               | 廃止 1960年3月1日 |                |      |
| JIS G 5702 | 黒心可鍛鋳鉄品                           | 制定 1960年3月1日 改正 1969年2月1日 改正 1978年3月1日 改正 1988年7月1日 廃止 2000年2月20日                                                                             |                |      |
| JIS G 5703 | 白心可鍛鋳鉄品                           | 制定 1960年3月1日 改正 1969年2月1日 改正 1978年3月1日 改正 1988年7月1日 廃止 2000年2月20日                                                                             |                |      |
| JIS G 5704 | パーライト可鍛鋳鉄品                     | 制定 1960年3月1日 改正 1969年2月1日 改正 1978年3月1日 改正 1988年7月1日 廃止 2000年2月20日                                                                             |                |      |
| JIS G 5705 | 可鍛鋳鉄品                               | 制定 2000年2月20日 | ISO 5922:1981  |      |
| JIS G 5901 | 鋳型用けい砂                             | 制定 1954年9月18日 改正 1974年5月1日 |                |      |
| JIS G 5902 | 鋳型用山砂                               | 制定 1954年9月18日 改正 1974年5月1日 |                |      |
| JIS G 5903 | 鋳造ショット及びグリット                 | 制定 1966年7月1日 改正 1975年11月1日 |                |      |
| JIS G 5904 | 鋳造ショット及びグリットの粒度試験方法   | 制定 1966年7月1日 |                |      |

## JIS G 7XXX
| 規格番号   | 名称                                                                                       | 制定・改正・廃止    | 対応国際規格        | 参考 |
| ---------- | ------------------------------------------------------------------------------------------ | ------------------- | ------------------- | ---- |
| JIS G 7101 | 耐候性構造用鋼（ISO仕様）                                                                  | 制定 2000年1月20日  | ISO/DIS 4952.2:1996 |      |
| JIS G 7102 | 構造用耐候性熱間圧延鋼板及び鋼帯（ISO仕様）                                                | 制定 2000年7月20日  | ISO/DIS 5952:1996   |      |
| JIS G 7103 | 鉄筋コンクリート用鋼 - 第1部：丸鋼（ISO仕様）                                              | 制定 2000年7月20日  | ISO 6935-1:1991     |      |
| JIS G 7104 | 鉄筋コンクリート用鋼 - 第2部：異形棒鋼（ISO仕様）                                          | 制定 2000年7月20日  | ISO 6935-2:1991     |      |
| JIS G 7105 | 熱処理用鋼、合金鋼及び快削鋼 - 第18部：炭素鋼及び低合金鋼みがき製品（ISO仕様）             | 制定 2000年7月20日  | ISO 683-18:1996     |      |
| JIS G 7121 | 冷間圧延電気めっきぶりき（ISO仕様）                                                        | 制定 2000年1月20日  | ISO 11949:1995      |      |
| JIS G 7122 | 冷間圧延電解クロム／クロム酸化物めっき鋼板（ISO仕様）                                      | 制定 2000年1月20日  | ISO 11950:1995      |      |
| JIS G 7123 | ぶりき又は電解クロム／クロム酸化物めっき鋼板製造用冷間圧延原板コイル（ISO仕様）            | 制定 2000年1月20日  | ISO 11951:1995      |      |
| JIS G 7124 | 一般及び絞り用連続溶融アルミニウム／シリコンめっき冷間圧延炭素鋼鋼板（ISO仕様）            | 制定 2000年1月20日  | ISO 5000:1993       |      |
| JIS G 7125 | 機械加工用中空棒鋼（ISO仕様）                                                              | 制定 2003年7月20日  | ISO 2938:1974       |      |
| JIS G 7214 | 継目無ニッケル合金管（ISO仕様）                                                            | 制定 2000年7月20日  | ISO 6207:1992       |      |
| JIS G 7215 | 機械構造用プレーンエンド継目無鋼管（ISO仕様）                                              | 制定 2003年7月20日  | ISO 2937:1974       |      |
| JIS G 7216 | プレーンエンドの継目無精密鋼管 - 技術的受渡条件（ISO仕様）                                 | 制定 2003年7月20日  | ISO 3304:1985       |      |
| JIS G 7217 | プレーンエンドの溶接精密鋼管 - 技術的受渡条件（ISO仕様）                                   | 制定 2003年7月20日  | ISO 3305:1985       |      |
| JIS G 7218 | プレーンエンドの溶接及び定径精密鋼管 - 技術的受渡条件（ISO仕様）                           | 制定 2003年7月20日  | ISO 3306:1985       |      |
| JIS G 7219 | 圧力用継目無鋼管 - 技術的受渡条件 - 第1部：室温用炭素鋼管（ISO仕様）                       | 制定 2003年7月20日  | ISO 9392-1:1989     |      |
| JIS G 7220 | 圧力用継目無鋼管 - 技術的受渡条件 - 第2部：高温用炭素鋼管及び合金鋼管（ISO仕様）           | 制定 2003年7月20日  | ISO 9329-2:1997     |      |
| JIS G 7221 | 圧力用継目無鋼管 - 技術的受渡条件 - 第3部：低温用炭素鋼管及び合金鋼管（ISO仕様）           | 制定 2003年7月20日  | ISO 9329-3:1997     |      |
| JIS G 7222 | 圧力用継目無鋼管 - 技術的受渡条件 - 第4部：オーステナイトステンレス鋼管（ISO仕様）         | 制定 2003年7月20日  | ISO 9329-4:1997     |      |
| JIS G 7223 | 圧力用溶接鋼管 - 技術的受渡条件 - 第1部：室温用炭素鋼管（ISO仕様）                         | 制定 2003年7月20日  | ISO 9930-1:1990     |      |
| JIS G 7224 | 圧力用溶接鋼管 - 技術的受渡条件 - 第2部：高温用電気抵抗溶接炭素鋼管及び合金鋼管（ISO仕様） | 制定 2003年7月20日  | ISO 9330-2:1997     |      |
| JIS G 7225 | 圧力用溶接鋼管 - 技術的受渡条件 - 第3部：低温用電気抵抗溶接炭素鋼管及び合金鋼管（ISO仕様） | 制定 2003年7月20日  | ISO 9330-3:1997     |      |
| JIS G 7226 | 圧力用溶接鋼管 - 技術的受渡条件 - 第6部：長手溶接オーステナイトステンレス鋼管（ISO仕様）   | 制定 2003年7月20日  | ISO 9330-6:1997     |      |
| JIS G 7301 | 一般用ワイヤロープ - ISO仕様及び特性                                                       | 制定 1998年10月20日 | ISO 2408:1985       |      |
| JIS G 7302 | 鉄線及び鋼線用亜鉛めっき（ISO仕様）                                                        | 制定 2000年1月20日  | ISO 7989:1988       |      |
| JIS G 7303 | フェンス用亜鉛めっき鉄線及び鋼線（ISO仕様）                                                | 制定 2000年1月20日  | ISO 7900:1988       |      |
| JIS G 7304 | ばね用鋼線 - 第1部：一般要求事項（ISO仕様）                                                | 制定 2000年1月20日  | ISO 8458-1:1989     |      |
| JIS G 7305 | ばね用鋼線 - 第2部：冷間引抜炭素鋼線（ISO仕様）                                            | 制定 2000年1月20日  | ISO 8458-2:1989     |      |
| JIS G 7306 | ばね用鋼線 - 第3部：オイルテンパー線（ISO仕様）                                            | 制定 2000年1月20日  | ISO 8458-3:1992     |      |
| JIS G 7307 | PC鋼材 - 第1部：一般要求事項（ISO仕様）                                                    | 制定 2000年1月20日  | ISO 6934-1:1991     |      |
| JIS G 7308 | PC鋼材 - 第2部：冷間引抜きワイヤー（ISO仕様）                                              | 制定 2000年1月20日  | ISO 6934-2:1991     |      |
| JIS G 7309 | PC鋼材 - 第3部：焼入れ焼戻しワイヤー（ISO仕様）                                            | 制定 2000年1月20日  | ISO 6934-3:1991     |      |
| JIS G 7310 | PC鋼材 - 第4部：ストランド（ISO仕様）                                                      | 制定 2000年1月20日  | ISO 6934-4:1991     |      |
| JIS G 7311 | PC鋼材 - 第5部：後加工のある、又は後加工のない熱間圧延鋼棒（ISO仕様）                      | 制定 2000年1月20日  | ISO 6934-5:1991     |      |
| JIS G 7401 | 冷間圧造及び冷間押出し用鋼（ISO仕様）                                                      | 制定 2000年7月20日  | ISO 4954:1993       |      |
| JIS G 7501 | 焼入焼戻し非合金鋼及び低合金鋼（ISO仕様）                                                  | 制定 2000年1月20日  | ISO 683-1:1987      |      |
| JIS G 7502 | 窒化鋼（ISO仕様）                                                                          | 制定 2000年1月20日  | ISO 683-10:1987     |      |
| JIS G 7503 | はだ焼鋼（ISO仕様）                                                                        | 制定 2000年1月20日  | ISO 683-11:1987     |      |
| JIS G 7601 | 耐熱鋼及び合金（ISO仕様）                                                                  | 制定 2000年12月20日 | ISO 4955:1994       |      |
| JIS G 7602 | ばね用ステンレス鋼 - 第1部：線（ISO仕様）                                                  | 制定 2000年12月20日 | ISO 6931-1:1994     |      |
| JIS G 7603 | 内燃機関用バルブ鋼材（ISO仕様）                                                            | 制定 2000年12月20日 | ISO 683-15:1992     |      |
| JIS G 7604 | ニッケル及びニッケル合金棒（ISO仕様）                                                      | 制定 2000年12月20日 | ISO 9723:1989       |      |
| JIS G 7605 | ニッケル及びニッケル合金の厚板、薄板及び帯（ISO仕様）                                      | 制定 2001年12月20日 | ISO 6208            |      |
| JIS G 7701 | 工具鋼（ISO仕様）                                                                          | 制定 2000年1月20日  | ISO 4957:1980       |      |
| JIS G 7751 | 焼入焼戻しばね用熱間圧延鋼材（ISO仕様）                                                    | 制定 2000年1月20日  | ISO 683-14:1992     |      |
| JIS G 7821 | 一般産業機械用炭素鋼鋳鋼品                                                                 | 制定 2000年3月20日  | ISO 3755:1991       |      |

## JIS G 9XXX
| 規格番号   | 名称                     | 制定・改正・廃止                                        | 対応国際規格 | 参考 |
| ---------- | ------------------------ | ------------------------------------------------------- | ------------ | ---- |
| JIS G 9071 | 可鍛鋳鉄の溶解作業標準   | 制定 1963年3月1日 改正 1976年3月1日 廃止 1992年2月1日   |              |      |
| JIS G 9072 | 可鍛鋳鉄の熱処理作業標準 | 制定 1958年12月16日 改正 1976年3月1日 廃止 1992年2月1日 |              |      |